# Kia Sportage
Kia Sportage – samochód osobowy typu SUV klasy kompaktowej produkowany pod południowokoreańską marką Kia od 1993 roku. Od 2021 roku produkowana jest piąta generacja modelu.

## Pierwsza generacja

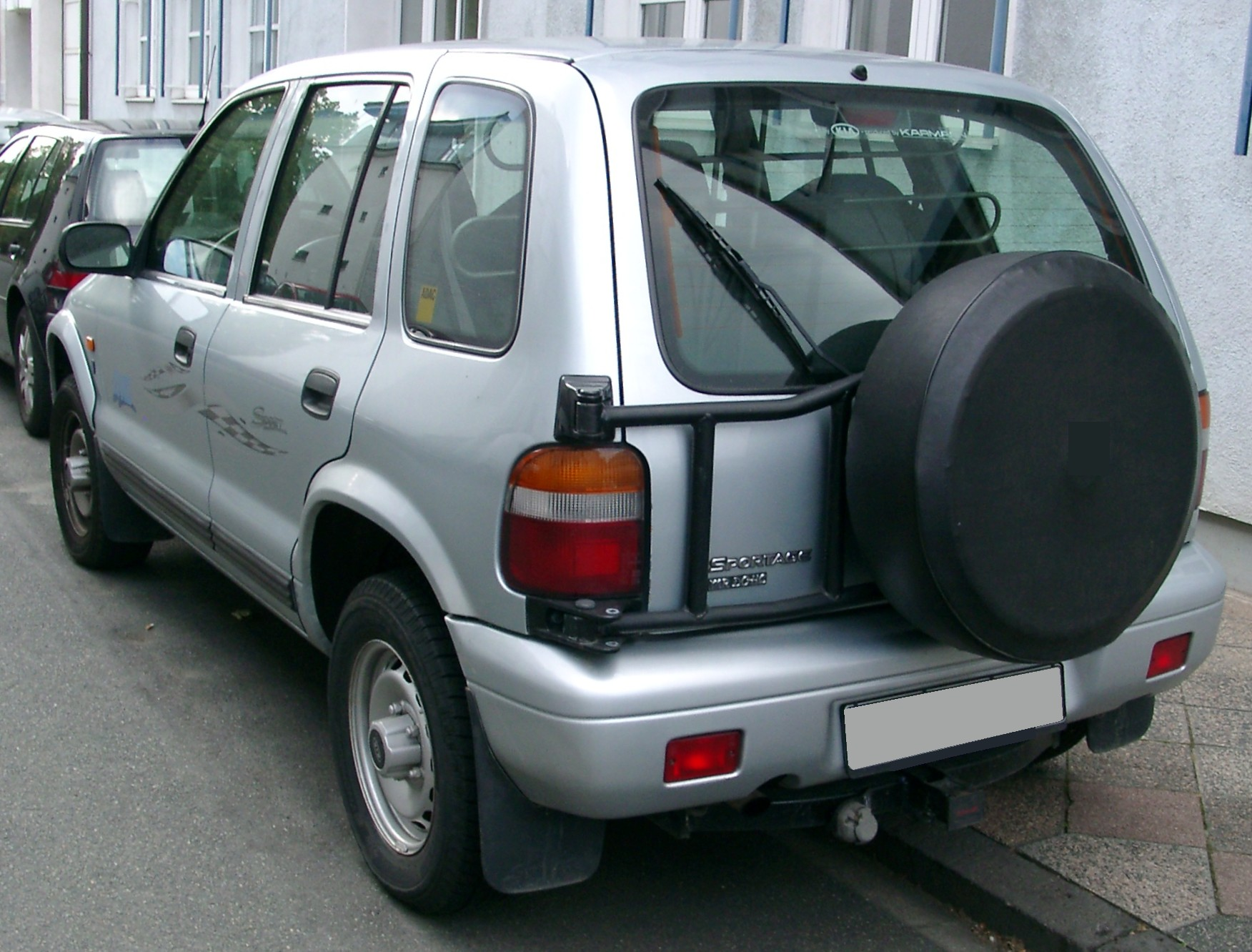
Kia Sportage I – tył

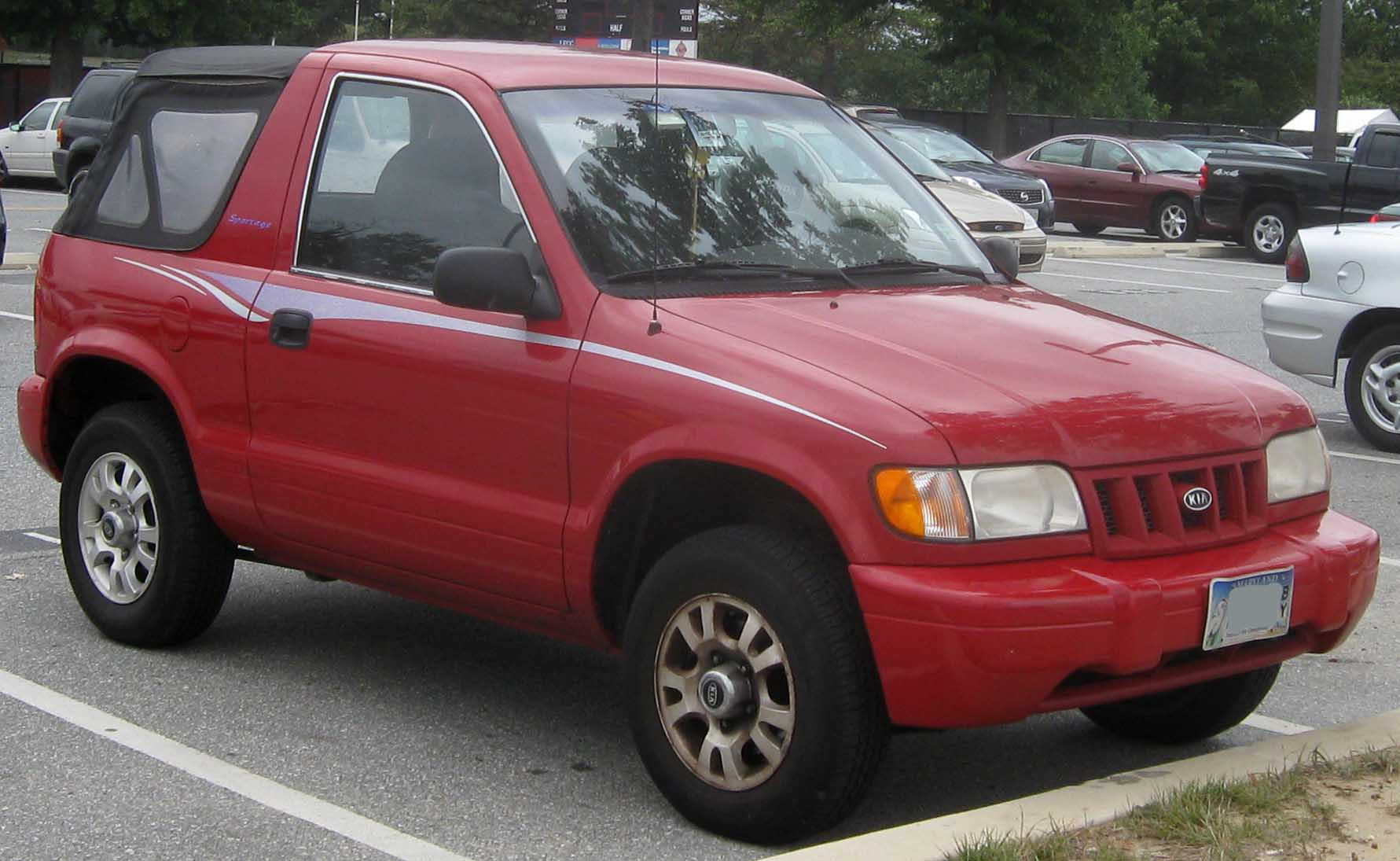
Kia Sportage I Cabrio

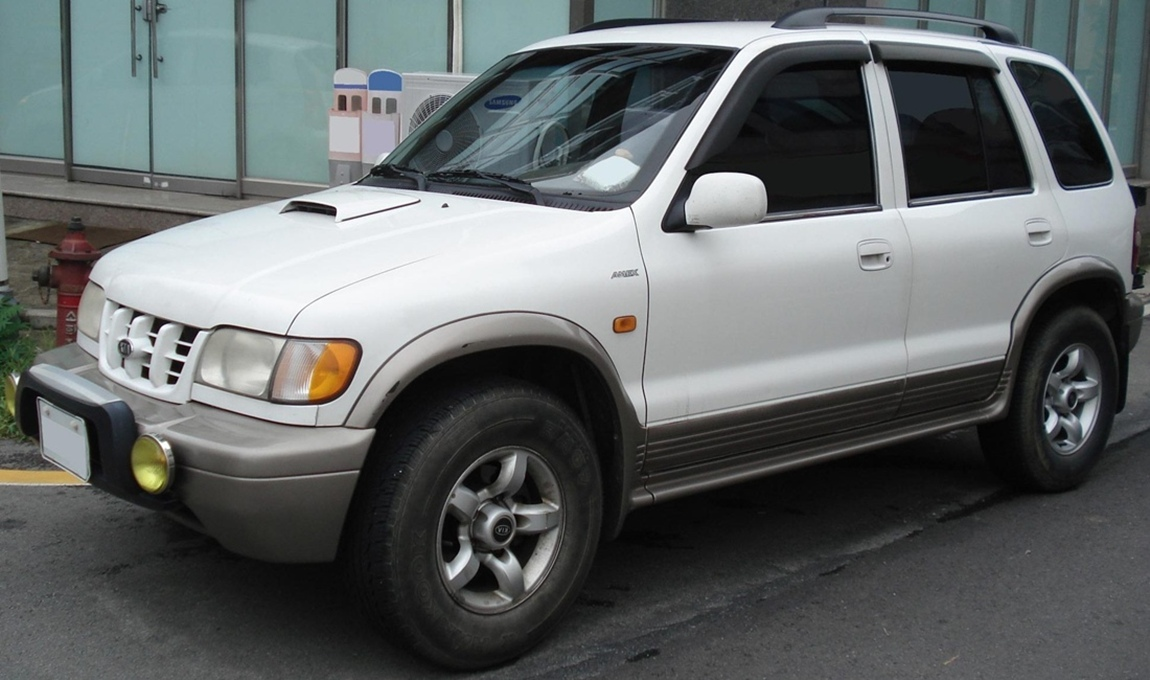
Kia Sportage I po liftingu

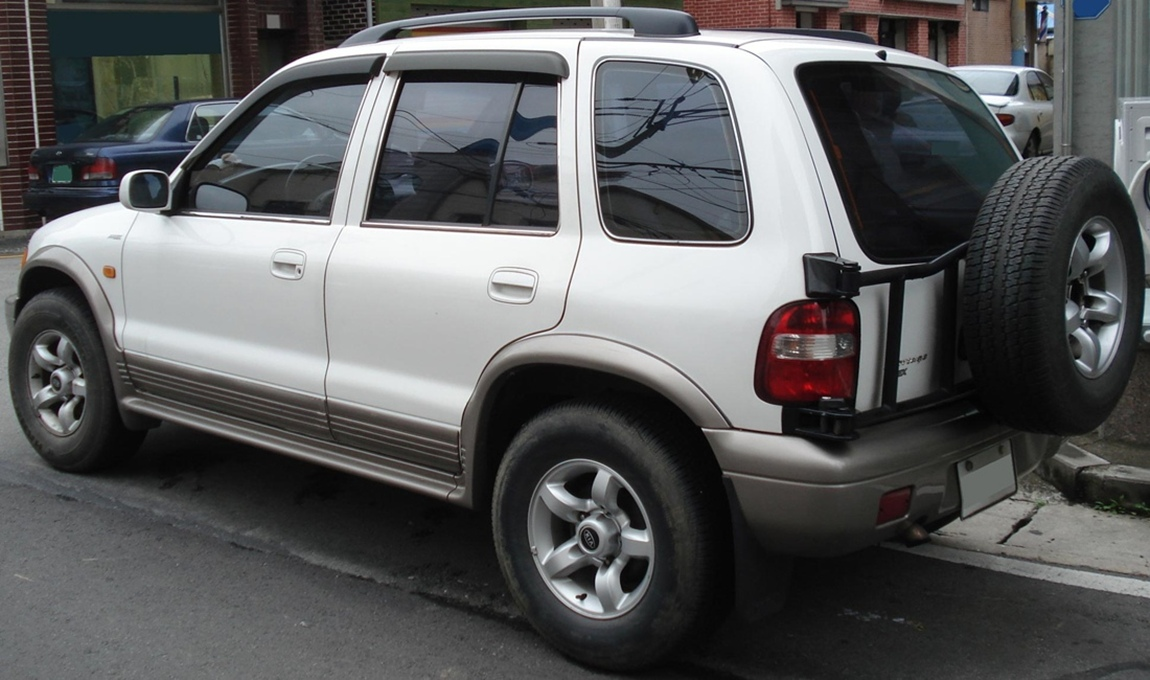
Kia Sportage I – tył po liftingu

Kia Sportage I została zaprezentowana po raz pierwszy w 1993 roku.
Model Sportage zbudowany został na bazie podzespołów technicznych pozyskanych od japońskiej Mazdy, ponownie po modelu Besta, wykorzystując płytę podłogową dostawczej Mazdy Bongo. Pierwsza generacja Sportage była zarazem pierwszym SUV-em w historii Kii.
Samochód został oparty na ramie, oferując przez to właściwości do jazdy w terenie i po bezdrożach. Pojazd został także upodobniony pod kątem wizualnym do samochodów terenowych, otrzymując np. koło zapasowe umieszczone na stelażu przymocowanym do klapy bagażnika.
Jednostki napędowe pojazdu w standardzie napędzały koła tylnej osi, za dopłatą dokupić można było napęd na cztery koła. Poza klasycznym, zamkniętym wariantem Kia Sportage pierwszej generacji oferowana była także jako skrócony, 2-drzwiowy kabriolet dostępny ze składanym, miękkim dachem.
Poza właściwościami w terenie i prostej konstrukcji, Kia Sportage pierwszej generacji charakteryzowała się także relatywnie bogatym wyposażeniem standardowym, które obejmowało klimatyzację, system ABS, elektrycznie regulowane lusterka i szyby, a także dzieloną tylną kanapę w stosunku 50:50.

### Lifting
W 1998 roku Kia Sportage przeszła obszerną restylizację nadwozia. Samochód zyskał większe, bardziej nieregularnie ukształtowane poprzeczki atrapy chłodnicy, przemodelowane zderzaki, nowy układ soczewek w reflektorach, a także inny odcień kloszy tylnych lamp.
Zdecydowano się również przeprojektować kabinę pasażerską, w której zastosowano wyższej jakości materiały wykończeniowe. Ponadto, wyposażenie standardowe zostało wzbogacone m.in. o centralny zamek, podłokietnik kierowcy i metalizowany lakier.

### Sprzedaż
Kia Sportage pierwszej generacji była jednym z pierwszych modeli południowokoreańskiego producenta o globalnym zasięgu rynkowym, który objął m.in. Amerykę Północną, Amerykę Łacińską, Azję Wschodnią czy Australię.
Specjalnie z myślą o rynku europejskim, w latach 1995–1998 Kia Motors zlecała produkcję pojazdu niemieckim zakładom Karmanna, które wytwarzały klasyczny wariant nadwoziowy.
Samochód był również produkowany na licencji przez chińskie przedsiębiorstwo Guangdong, specjalizujące się w wytwarzaniu różnych samochodów producentów z Japonii i Korei Południowej. Pomimo zachowania logotypów Kii nosił tam nazwę Guangtong Wanli Sportage.

### Wyposażenie
- EX
- DLX
- Limited

W zależności od wersji wyposażeniowej pojazdu, auto wyposażone mogło być m.in. we wspomaganie kierownicy, centralny zamek, elektryczne sterowanie szyb, elektryczne sterowanie lusterek, immobiliser, radioodtwarzacz oraz klimatyzację. Od 1997 roku auto, jako pierwszy seryjnie produkowany pojazd na świecie, wyposażone mogło być w poduszkę kolanową kierowcy, a także m.in. w dwie poduszki powietrzne oraz system ABS.

### Silniki
| Silnik                | Pojemność skokowa [cm³] | Typ silnika        | Moc maksymalna [KM] przy obr./min | Maks. moment obrotowy [Nm] przy obr./min | Przyspieszenie 0–100 km/h [s] | Prędkość maks. [km/h] |                    |                    |                    |
| Silniki benzynowe:    | Silniki benzynowe:      | Silniki benzynowe: | Silniki benzynowe:                | Silniki benzynowe:                       | Silniki benzynowe:            | Silniki benzynowe:    | Silniki benzynowe: | Silniki benzynowe: | Silniki benzynowe: |
| --------------------- | ----------------------- | ------------------ | --------------------------------- | ---------------------------------------- | ----------------------------- | --------------------- | ------------------ | ------------------ | ------------------ |
| 2.0i                  | 1998 cm³                | R4                 | 95 KM (70 kW) przy 5000 obr./min  | 157 Nm przy 2500 obr./min                | 18,4 s                        | 160 km/h              |                    |                    |                    |
| 2.0i 16V              | 1998 cm³                | R4                 | 118 KM (87 kW) przy 5300 obr./min | 166 Nm przy 4500 obr./min                | 14,7 s                        | 170 km/h              |                    |                    |                    |
| 2.0i 16V              | 1998 cm³                | R4                 | 128 KM (94 kW) przy 5300 obr./min | 175 Nm przy 4700 obr./min                | 14,7 s                        | 172 km/h              |                    |                    |                    |
| Silniki wysokoprężne: |                         |                    |                                   |                                          |                               |                       |                    |                    |                    |
| 2.2D                  | 2184 cm³                | R4                 | 63 KM (46 kW) przy 4050 obr./min  | 127 Nm przy 2500 obr./min                | 20,5 s                        | 140 km/h              |                    |                    |                    |
| 2.0 TD                | 1998 cm³                | R4                 | 83 KM (61 kW) przy 4000 obr./min  | 195 Nm przy 2000 obr./min                | 18,4 s                        | 145 km/h              |                    |                    |                    |

### Sportage Grand

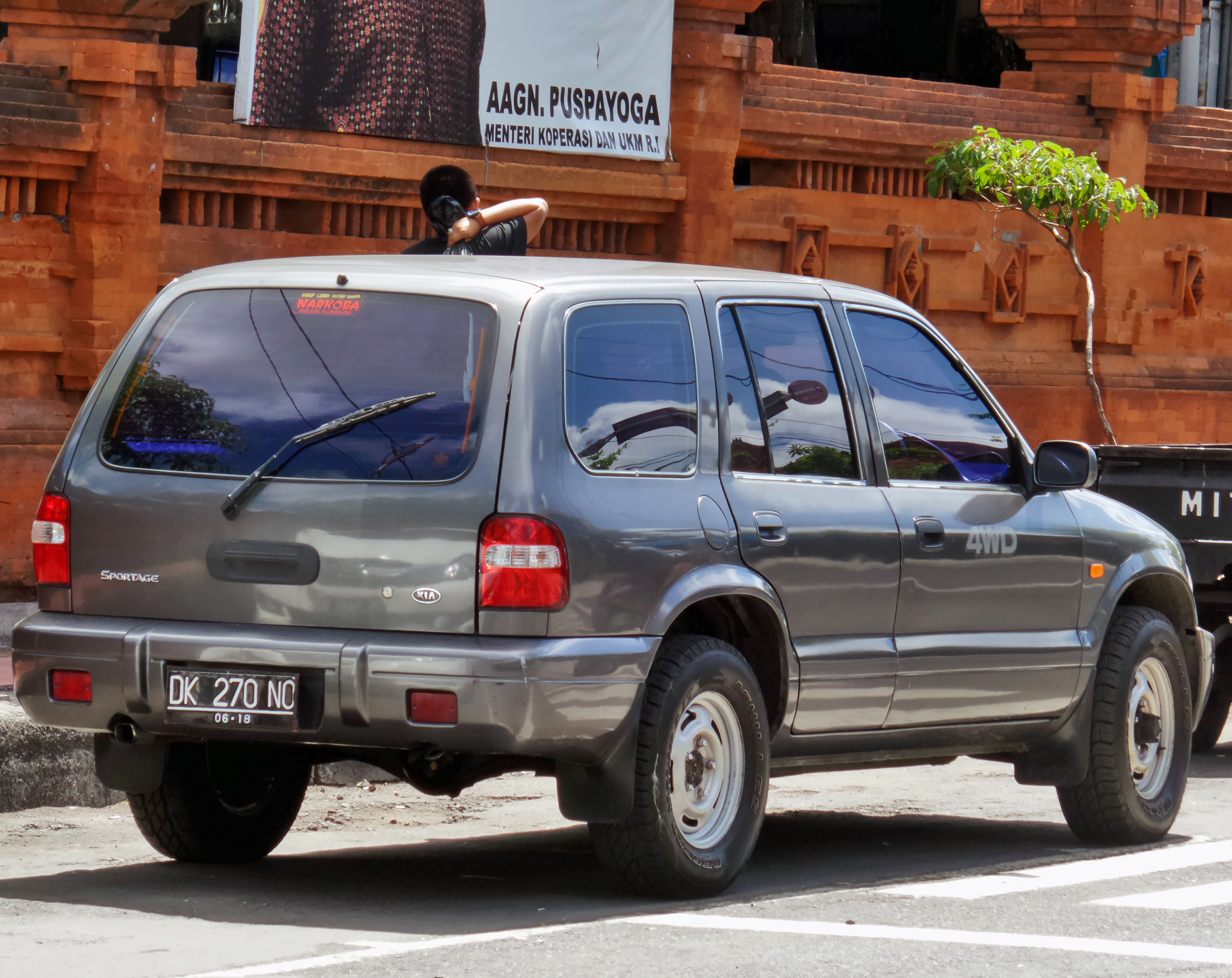
Kia Sportage Grand – tył

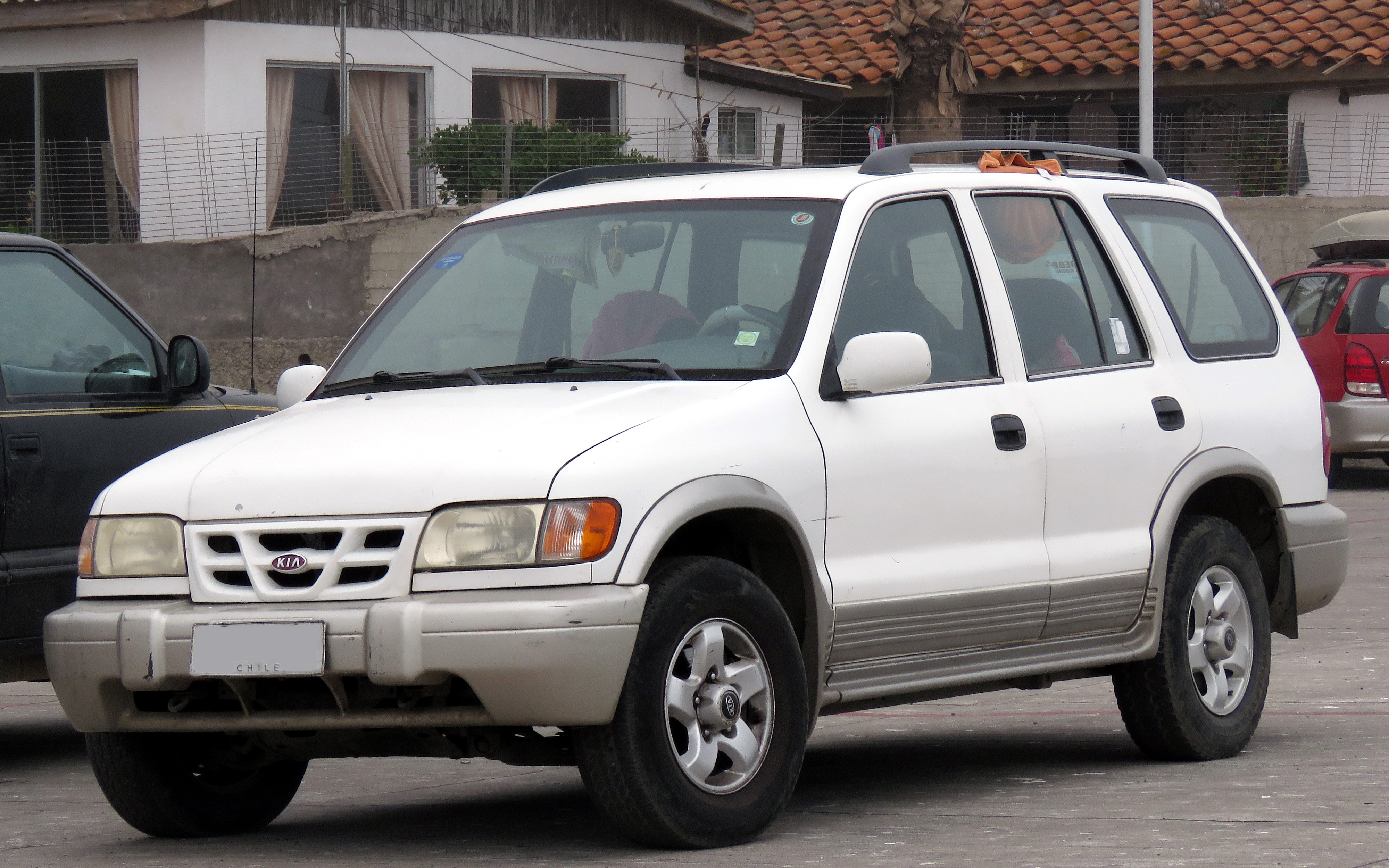
Kia Sportage Grand DLX

Kia Sportage Grand została zaprezentowana po raz pierwszy w 1996 roku.
3 lata po debiucie podstawowej gamy pierwszej generacji Sportage, Kia przedstawiła wydłużony wariant Grand, który charakteryzował się dłuższym o 305 mm rozstawem osi. W ten sposób, samochód posiadał obszerniejszy tylny rząd siedzeń, a także znacznie większy przedział bagażowy. Przedłużony wariant Kii Sportage pod kątem wizualnym, poza smuklejszym nadwoziem, odróżniał się od podstawowego modelu także brakiem koła zapasowego przymocowanego do klapy bagażnika.

### Sprzedaż
Podobnie jak wariant podstawowy oraz kabriolet, Kia Sportage Grand była samochodem o globalnym zasięgu rynkowym, który obejmował zarówno rynki azjatyckie, europejskie, jak i Amerykę Południową i Australię, gdzie pojazd nosił nazwę Kia Sportage Grand Wagon.

### Silniki
- L4 2.0l FE
- L4 2.0l RF

## Druga generacja

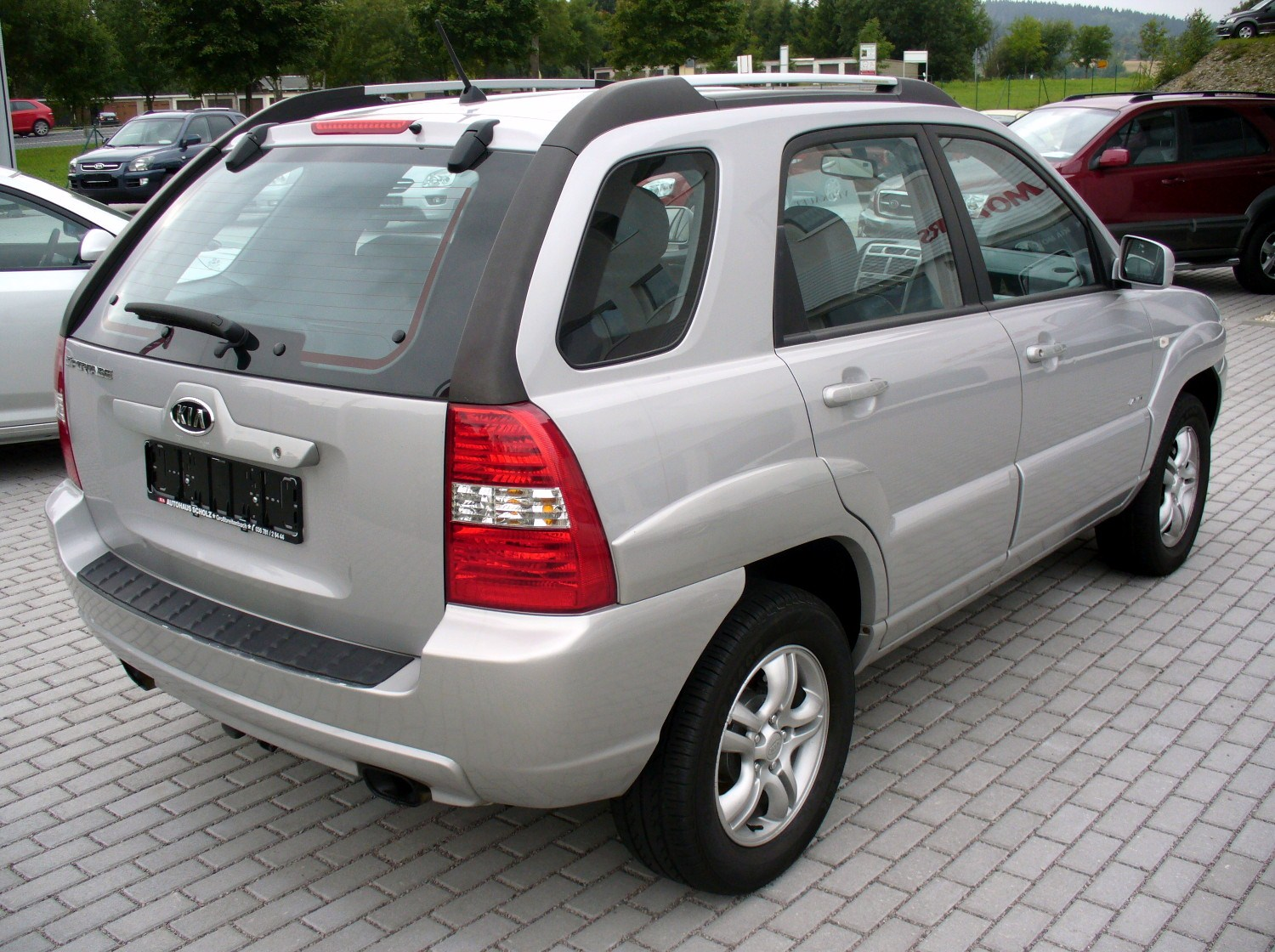
Kia Sportage II – tył

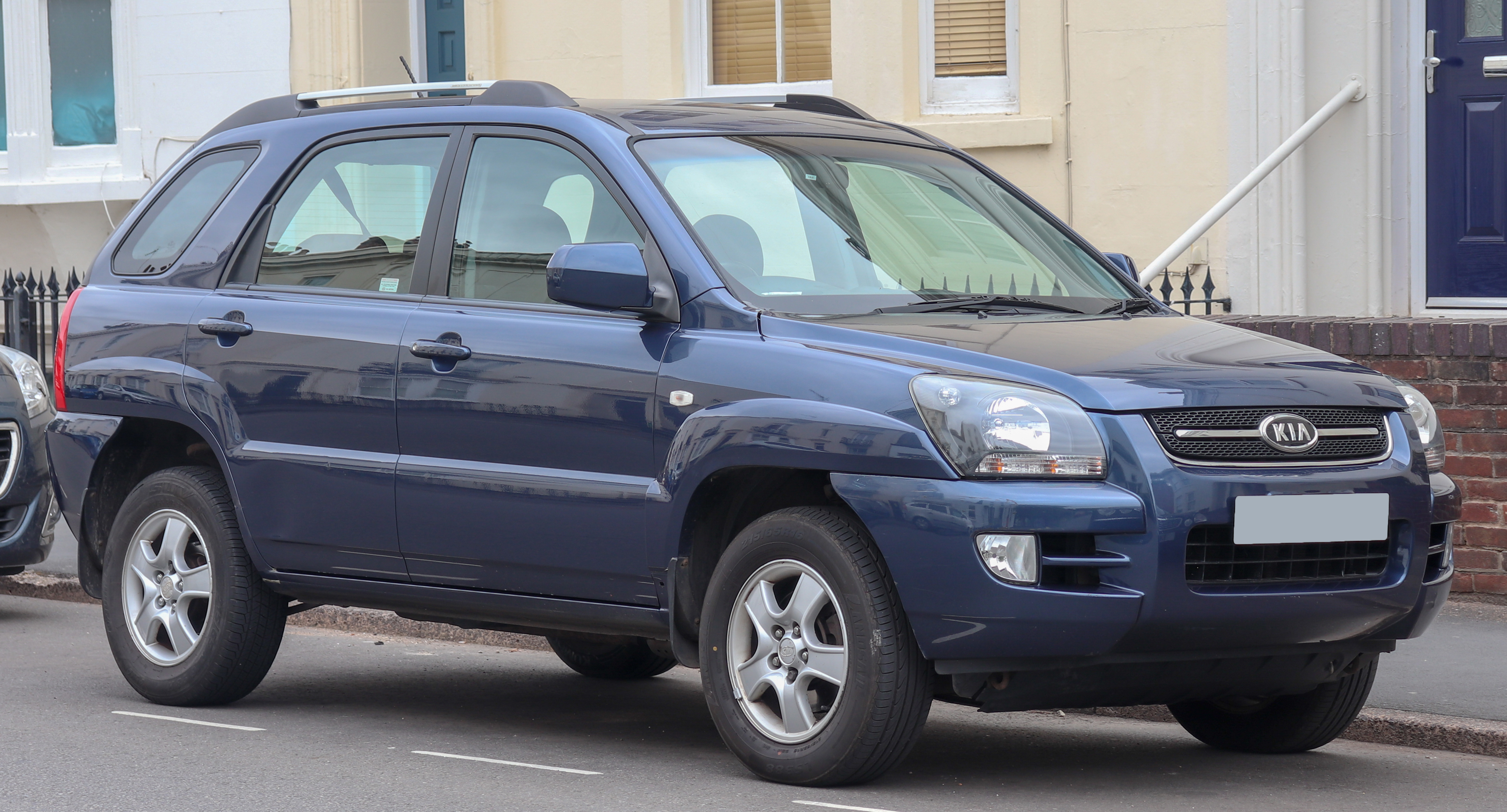
Kia Sportage II po liftingu

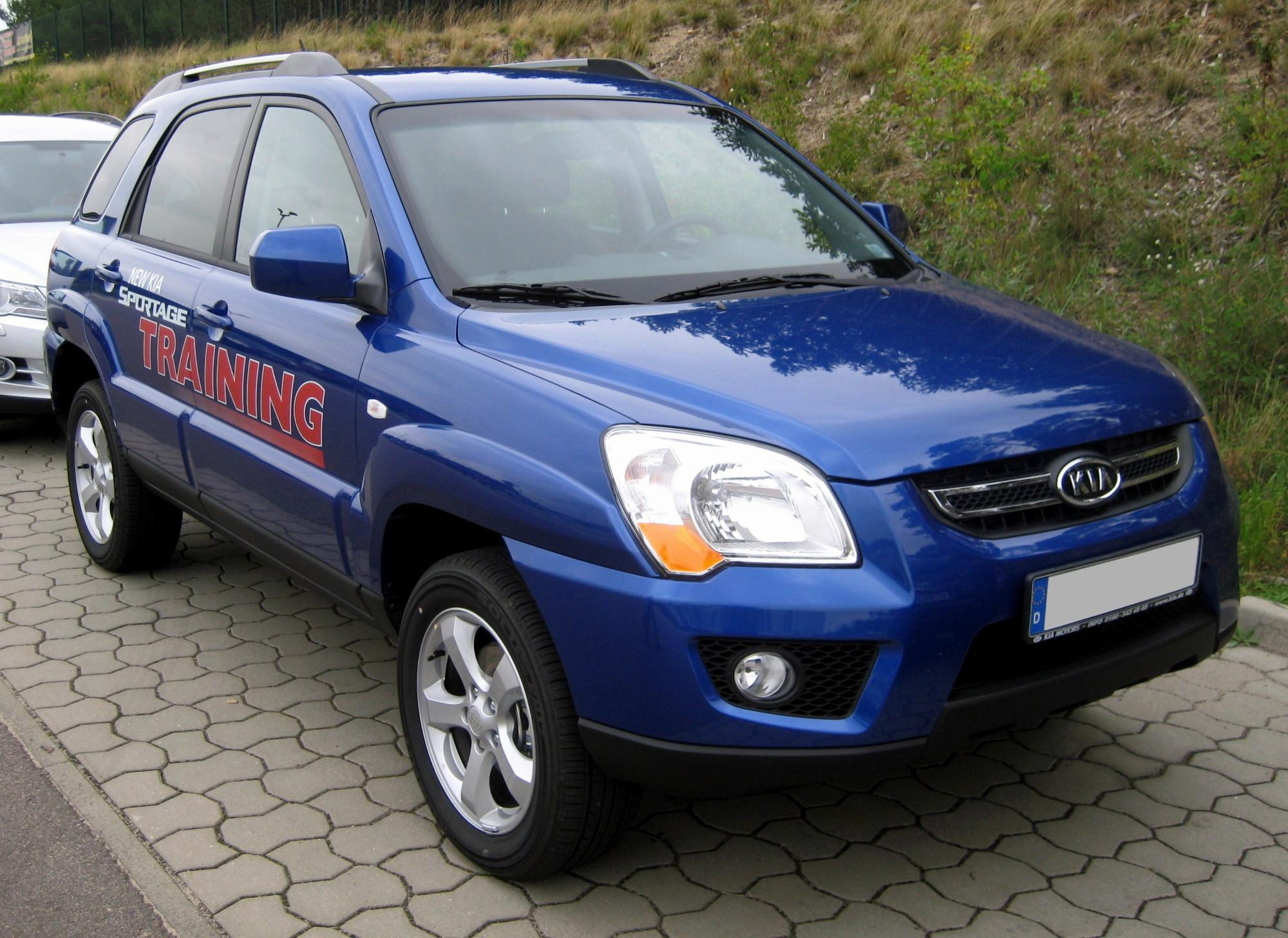
Kia Sportage II po drugim liftingu

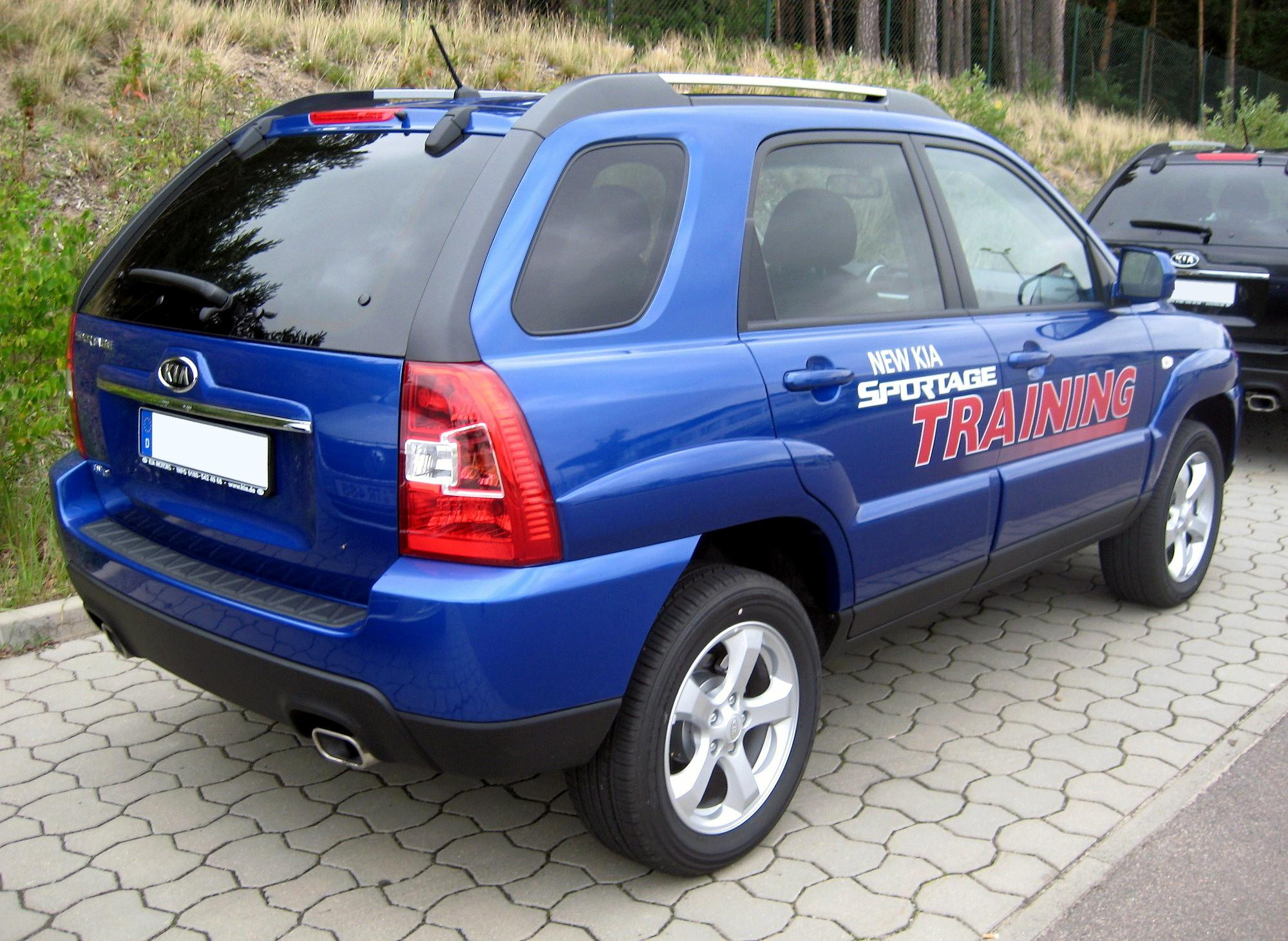
Kia Sportage II – tył po drugim liftingu

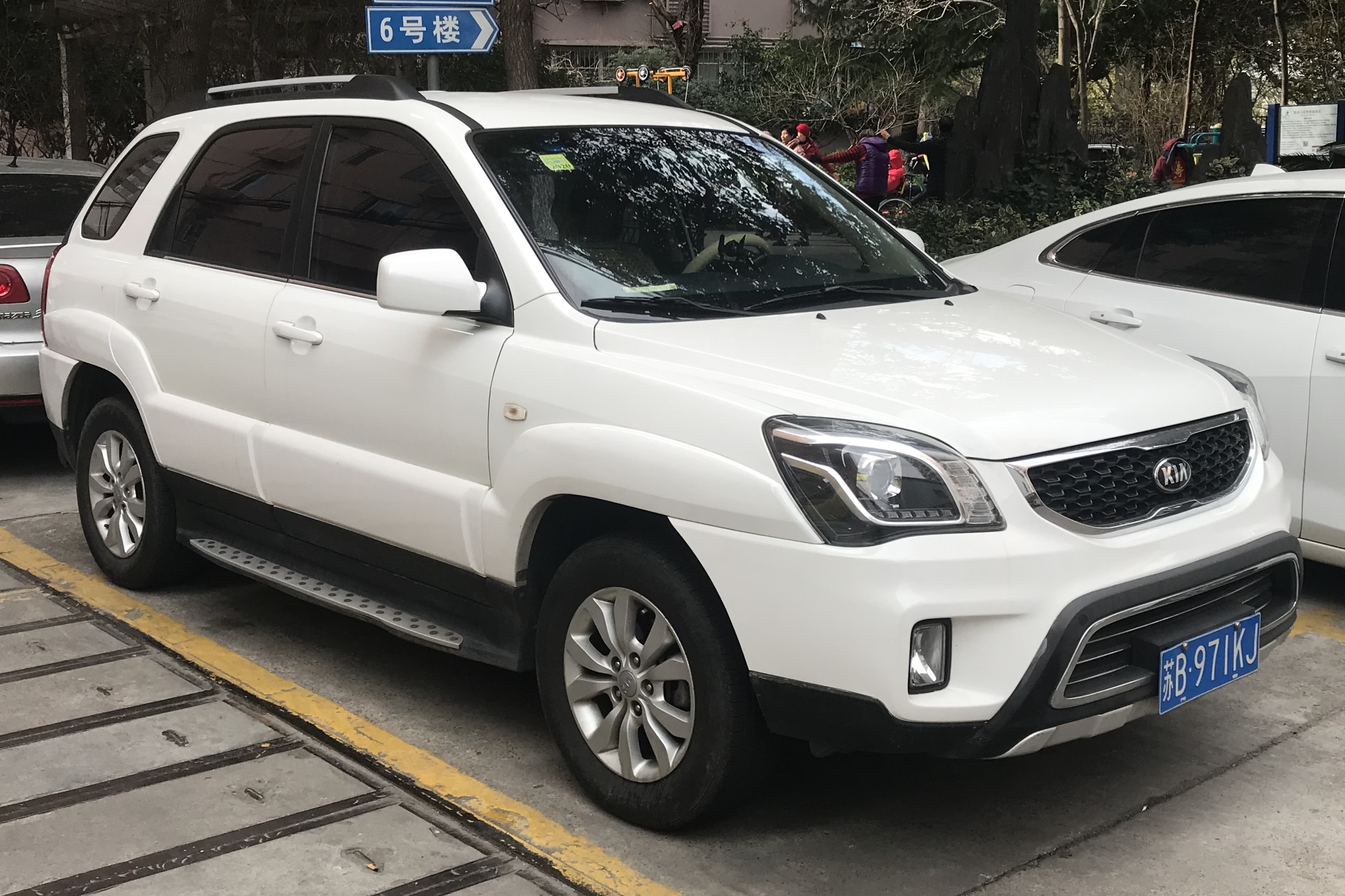
chińska Kia Sportage II po liftingu

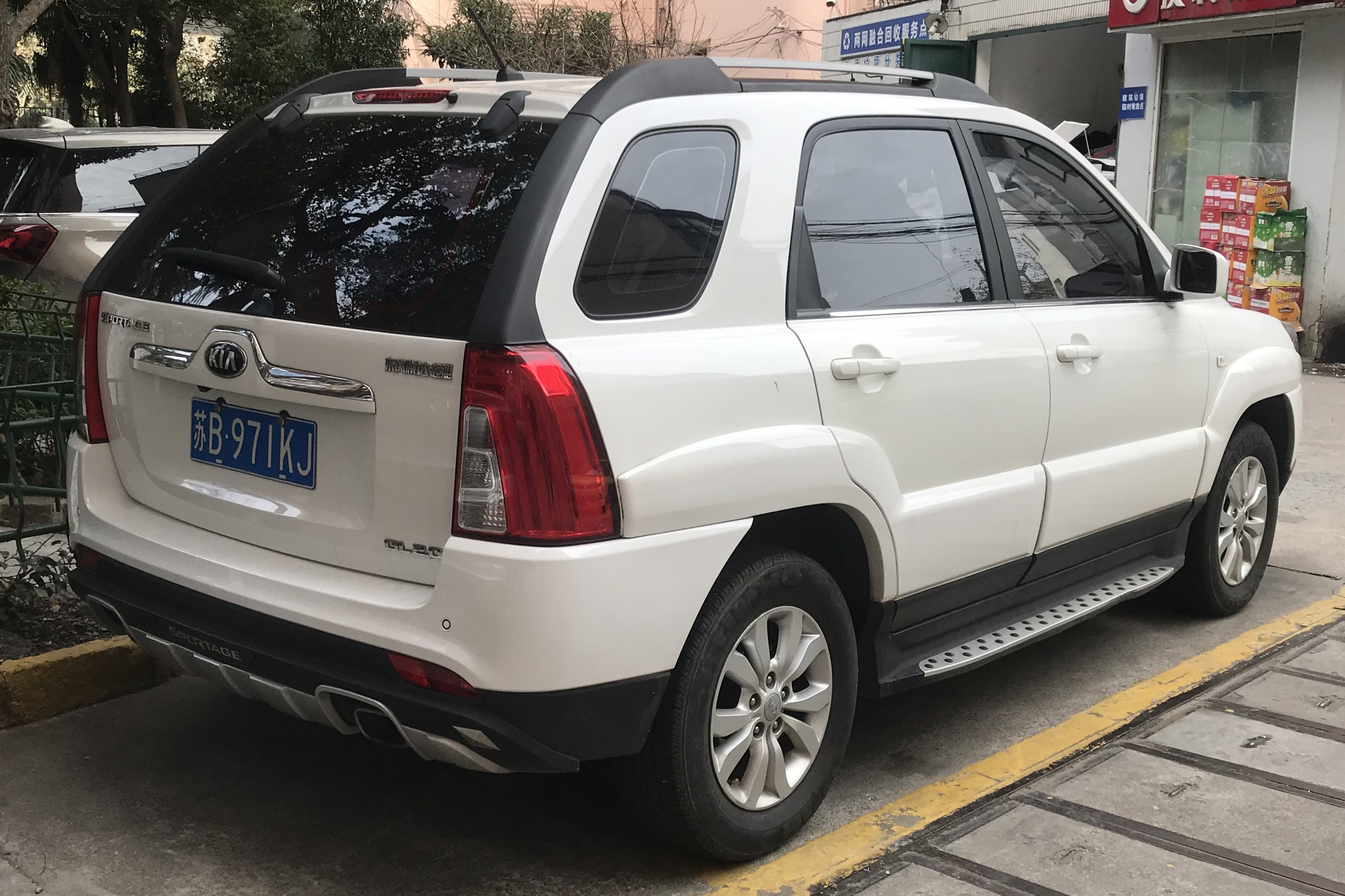
chinska Kia Sportage II – tył po liftingu

Kia Sportage II została zaprezentowana po raz pierwszy w 2004 roku.
Po dwuletniej przerwie, Kia zdecydowała się powrócić do produkcji kompaktowego SUV-a Sportage w postaci zupełnie nowej, drugiej generacji. Pojazd został zbudowany tym razem na bazie opracowanej wspólnie z Hyundaiem płyty podłogowej, dzielonej z bliźniaczym modelem Tucson.
Zamiast oparcia o ramę powiązanej z napędem tylnym, Kia Sportage II skonstruowana została z użyciem nadwozia samonośnego. Choć opcjonalnie ponownie dostępny był napęd AWD, to jednak podstawowo pojazd napędzany był już na oś przednią.
Druga generacja Sportage przeszła obszerną metamorfozę, zyskując smuklejsze, zaokrąglone nadwozie z wyraźnie zarysowanymi nadkolami. Pojazd stał się też wyraźnie przestronniejszy, odchodząc od terenowego charakteru poprzednika na rzecz lepszego przystosowania do poruszania się w warunkach miejskich.
Projekt deski rozdzielczej został zaprojektowany z wykorzystaniem bardziej, niż w przypadku poprzednika, materiałów wykończeniowych. Prostokątny, wertykalny układ konsoli centralnej wzbogacono srebrnymi wstawkami oraz prostokątnie ukształtowanymi przyrządami. Samochód oferował relatywnie bogate wyposażenie standardowe, obejmujące m.in. sześć poduszek powietrznych, systemy ABS i ESP czy elektryczne sterowanie szyb wraz z lusterkami.

### Restylizacje
W 2007 roku Kia Sportage drugiej generacji przeszła pierwszą, drobną restylizację nadwozia. Samochód zyskał czarne wkłady reflektorów i nowy wzór atrapy chłodnicy, a także objęto go 7-letnim pakietem gwarancyjnym. Aby zaspokoić duże zainteresowanie w Europie, producent zdecydował się uruchomić produkcję w nowo powstałych zakładach w słowackiej Żylinie.
Rok po kosmetycznych zmianach w stylizacji Sportage drugiej generacji, Kia przeprowadziła kolejną, tym razem znacznie rozleglejszą restylizację SUV-a. Reflektory zyskały charakterystyczne wcięcia, przemodelowano zderzaki, atrapę chłodnicy i światła przeciwmgielne, a także przeprojektowano wkłady tylnych lamp. Dodano także nowe wzory alufelg i system audio oraz zwiększono także moc silnika wysokoprężnego z 140 do 150 KM.
W czasie, gdy na globalnych rynkach w 2010 roku Sportage drugiej generacji zostało zastąpione przez nowy model kolejnego wcielenia, w Chinach kontynuowano produkcję dotychczasowego wariantu równolegle z nowym modelem do 2015 roku.
W międzyczasie, w czerwcu 2013 roku chińska Sportage II przeszła kolejną restylizacją nadwozia. Samochód otrzymał wlot powietrza z tygrysim nosem, inne wkłady reflektorów i lamp tylnych, a także przemodelowane zderzaki.

### Wyposażenie
- EX
- LX
- TLX
- XE
- Tour
- Expedition
- Expedition Plus
- Freedom
- Freedom Plus
- Premium

W zależności od wybranej wersji, auto wyposażone mogło być m.in. w system ABS i ESP, 6 poduszek powietrznych, elektryczne sterowanie szyb, elektryczne sterowanie lusterek, klimatyzację manualną bądź automatyczną oraz światła przeciwmgłowe, a także dwukolorową stylistykę wnętrza, radio z CD/AUX/MP3, podgrzewane przednie fotele, elektrycznie sterowany szyberdach, czujniki cofania oraz alarm i skórzaną tapicerkę, fotochromatyczne lusterko wsteczne oraz drewniano-aluminiowe dodatki wykończeniowe.

### Silniki
- R4 2.0l DOHC 142 KM
- V6 2.7l 175 KM
- R4 2.0l CRDi 112 KM
- R4 2.0l CRDi 140 KM
- R4 2.0l CRDi 150 KM

## Trzecia generacja

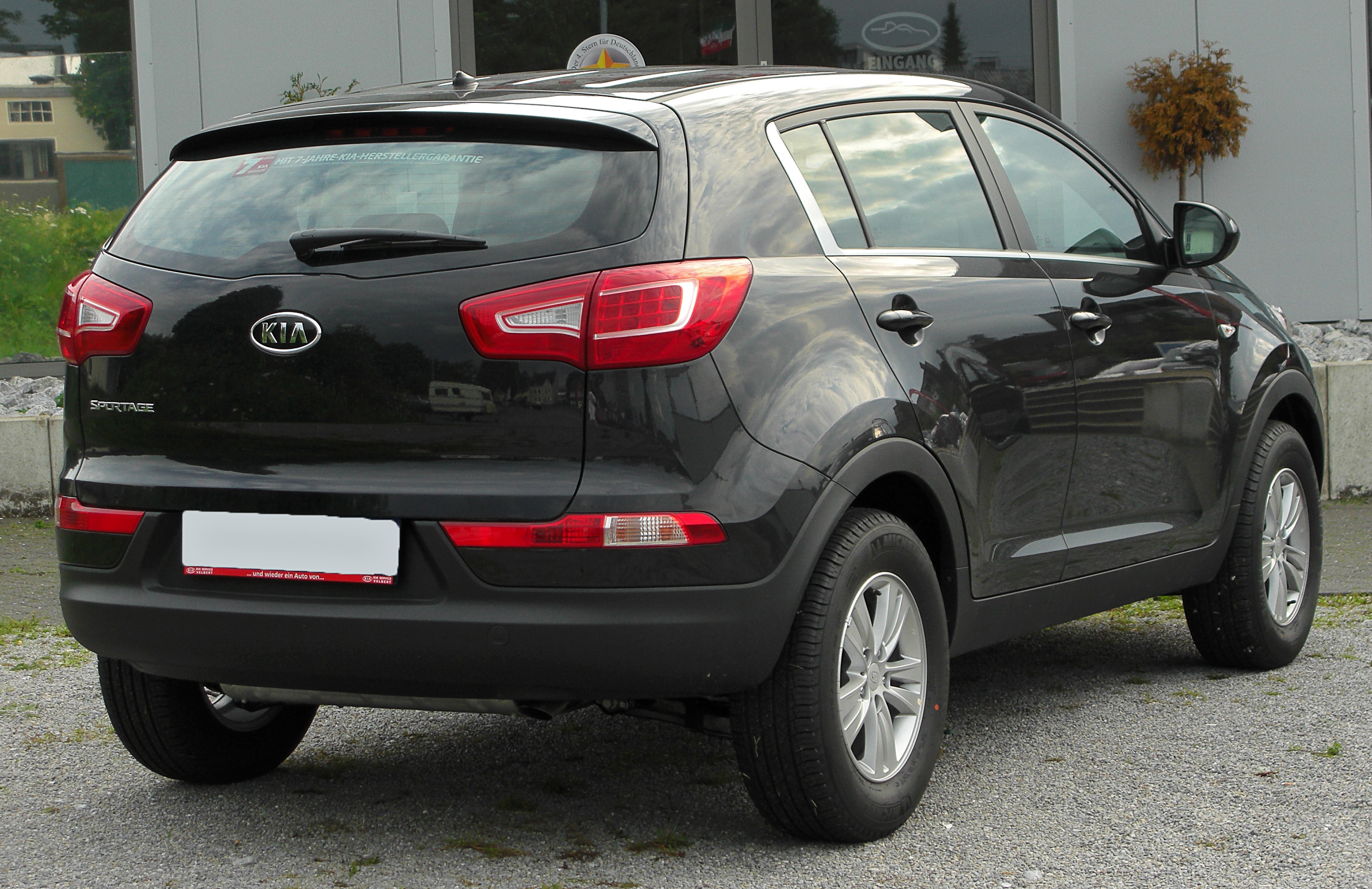
Kia Sportage III – tył

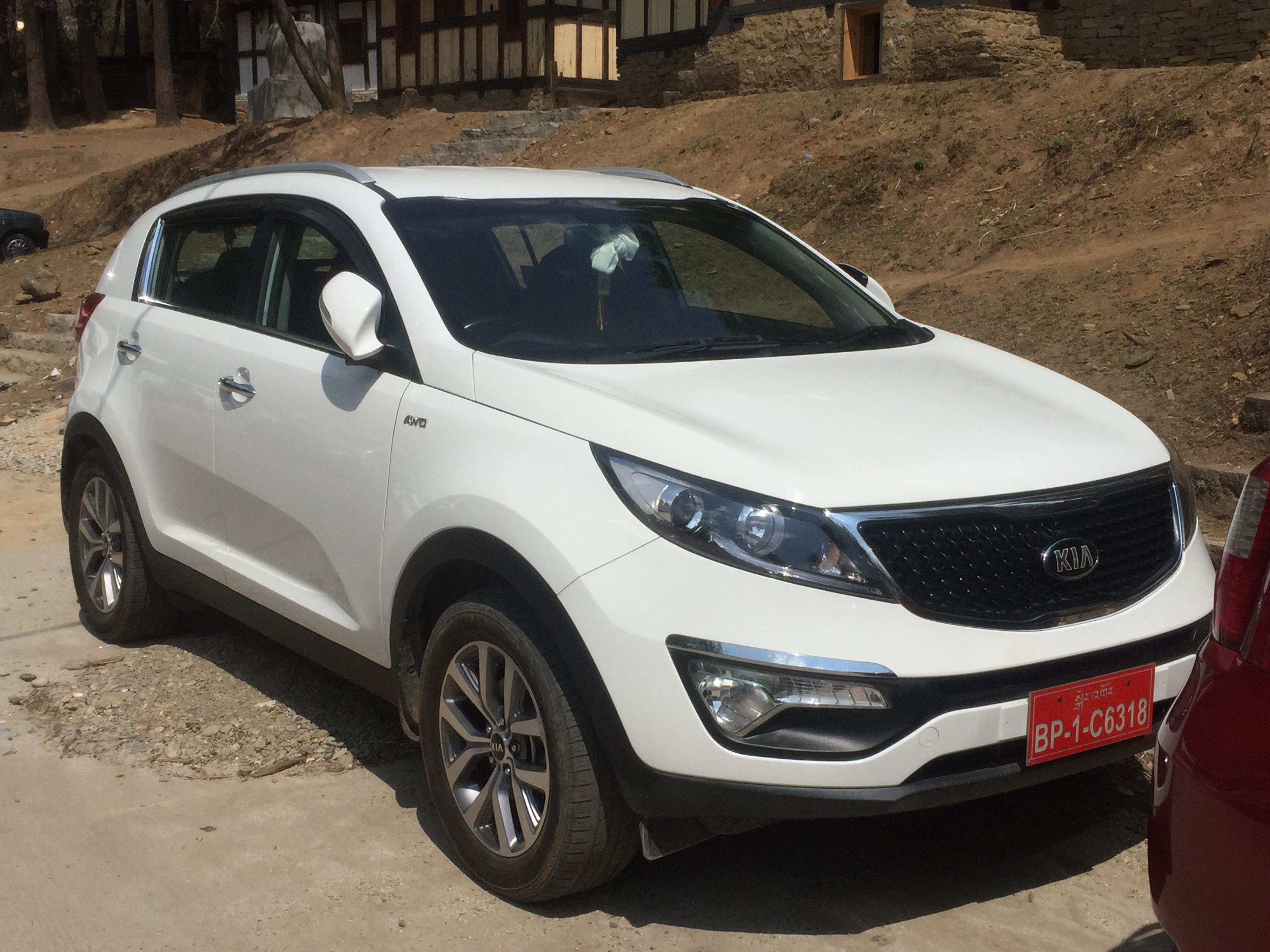
Kia Sportage III po liftingu

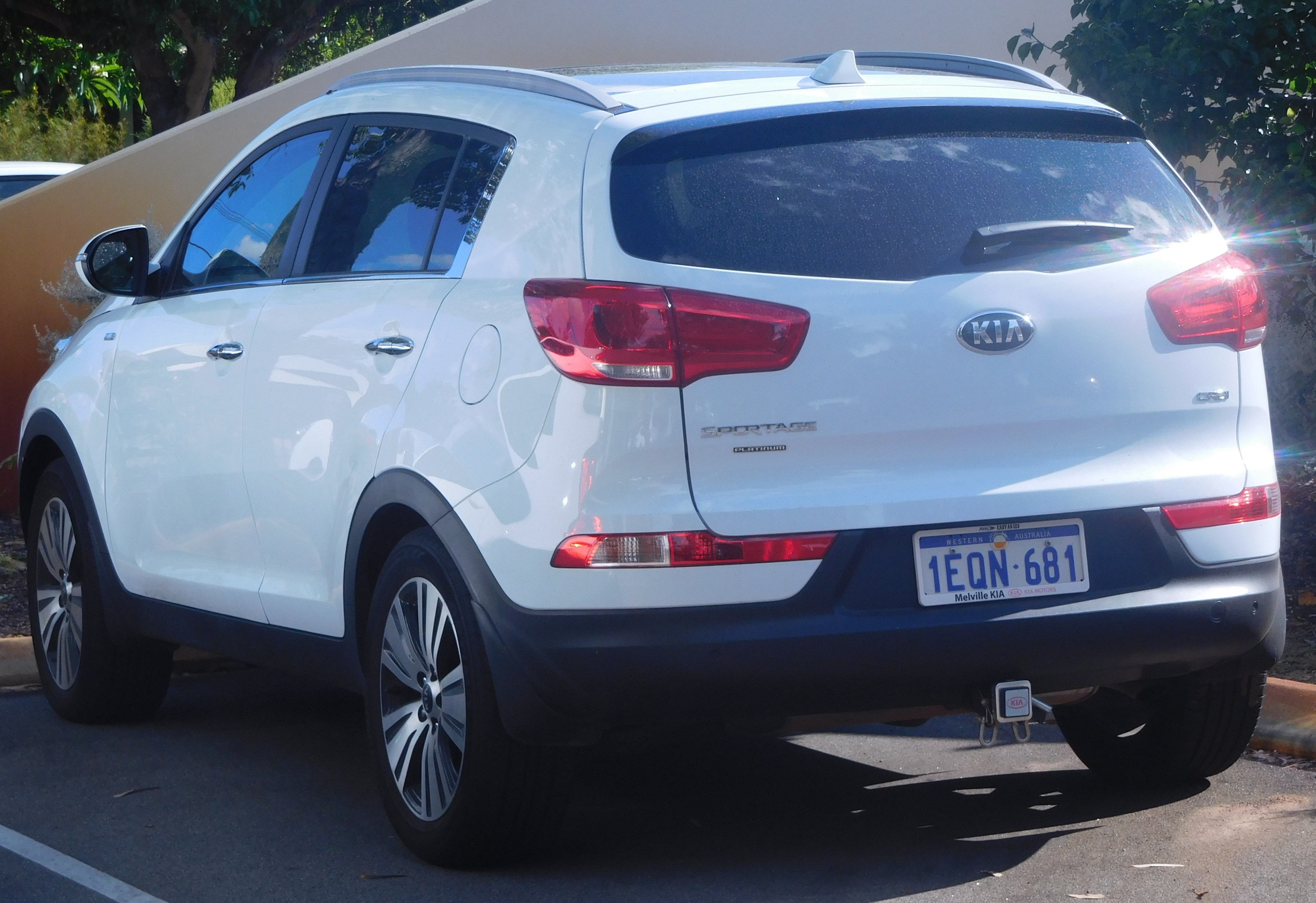
Kia Sportage III – tył po liftingu

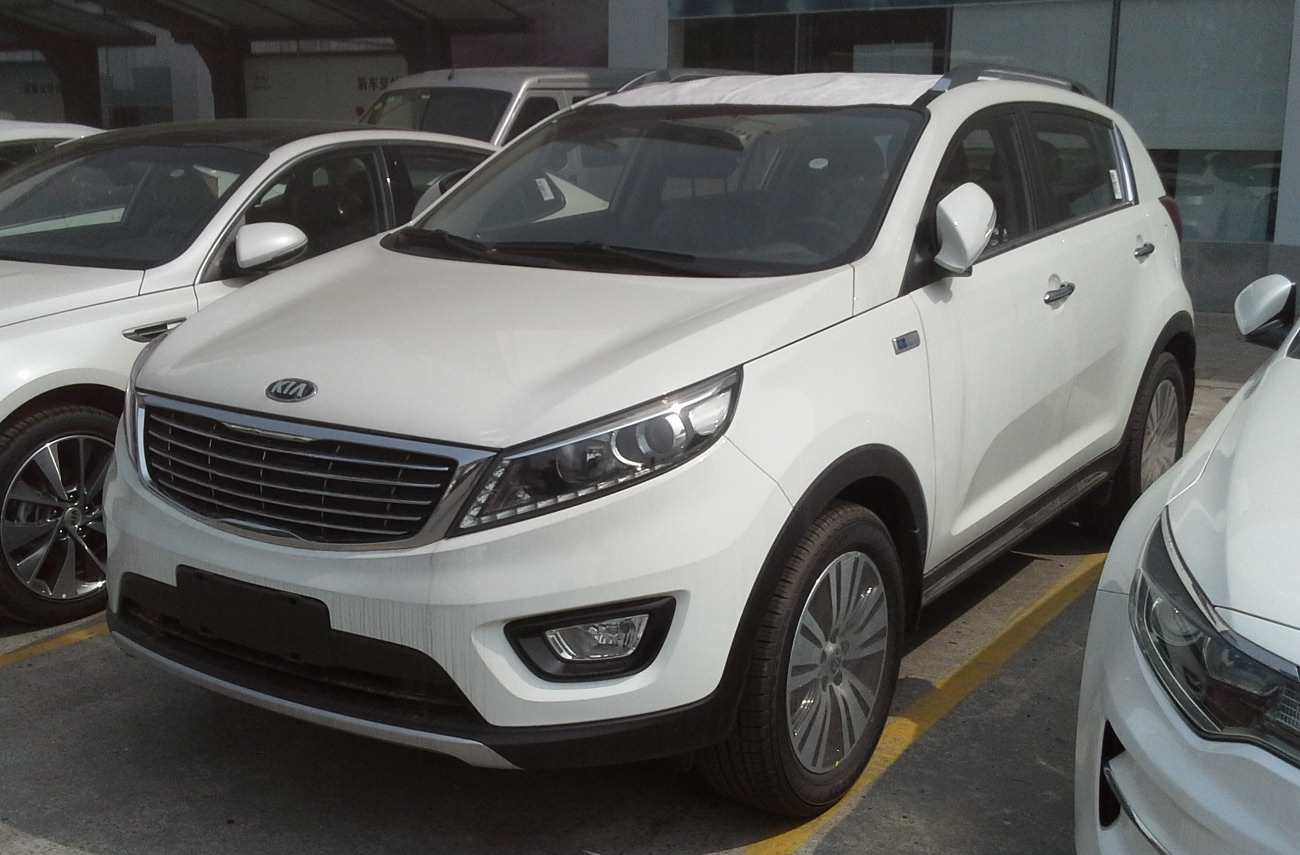
chińska Kia Sportage R po liftingu

Kia Sportage III została zaprezentowana po raz pierwszy w 2010 roku.
Studyjną zapowiedzią trzeciej generacji Sportage całkowicie porzucającej koncepcję stylistyczną poprzednika był przedstawiony w styczniu 2007 roku prototyp Kia Kue Concept. Seryjny pojazd opracowany został w europejskim centrum projektowym Kii w Niemczech przez Petera Schreyera.
Sportage trzeciej generacji została utrzymana w awangardowej koncepcji, w ramach której pas przedni przyozdobiła duża, prostokątna atrapa chłodnicy z motywem tzw. tygrysiego nosa, która utworzyła jeden pas z agresywnie ukształtowanymi, zadartymi ku górze reflektorami.
Linia okien została poprowadzona wysoko, kończąc się na szerokim słupku C. Tylne lampy przyjęły formę szeroko rozstawionych, podwójnych kloszy – główne umieszczono pod szybami, a węższe pasy z kierunkowskazami w zderzaku. Kia Sportage trzeciej generacji była większa i przestronniejsza od poprzednika.
W porównaniu do drugiej generacji, producent wygospodarował większy bagażnik, a także nadał desce rozdzielczej bardziej nieregularne kształty. Zdominowana została przez beżowy pas, w który wkomponowano pionowe wloty powietrza, a także umieszczony między nimi opcjonalny wyświetlacz do systemu multimedialnego o przekątnej 7 cali i łącznością z systemem nawigacji.

### Lifting
W lutym 2014 roku Kia Sportage trzeciej generacji przeszła drobną restylizację nadwozia. Objęła ona nowy wzór atrapy chłodnicy, wprowadzenie nowych wzorów alufelg, udoskonaloną jakość materiałów wykończeniowych, inaczej ukształtowaną antenę dachową oraz nowe wkłady lamp tylnych wykonane w technologii LED.

### Chiny
Trzecia generacja Kii Sportage była produkowana i sprzedawana w Chinach równolegle z modelem poprzedniej generacji, zyskując przez to nazwę Kia Sportage R.
W pierwszych latach produkcji samochód nie różnił się wizualnie od modelu obecnego na rynkach globalnych, jednak uległo to zmianie we wrześniu 2014 roku. Samochód przeszedł wtedy przeznaczoną dla lokalnego rynku restylizację, w ramach której pas przedni zyskał umieszczone na masce logo, a także nowy wzór atrapy chłodnicy, zderzaka przedniego oraz reflektorów.

### Wyposażenie
- S
- M
- L
- XL

Standardowe wyposażenie podstawowej wersji S obejmuje m.in. 6 poduszek powietrznych, system ABS i ESC, TCS i HAC oraz DBC, elektryczne sterowanie szyb, elektryczne sterowanie lusterek, podgrzewane lusterka zewnętrzne, komputer pokładowy, 6-głośnikowy system audio z gniazdem USB, klimatyzację oraz alufelgi. Bogatsza wersja M dodatkowo oferuje także m.in. światła do jazdy dziennej wykonane w technologii LED, światła przeciwmgłowe z funkcją doświetlania zakrętów, czujnik deszczu, wielofunkcyjną kierownicę, Bluetooth oraz tempomat. Wersja L dodatkowo oferuje m.in. czujniki cofania, dwustrefową klimatyzację automatyczną, skórzane dodatki, składane lusterka zewnętrzne oraz fotochromatyczne lusterko wsteczne. Najbogatsza wersja XL obejmuje także m.in. reflektory ksenonowe, kamerę cofania umieszczoną w lusterku wstecznym oraz podgrzewane przednie fotele i tylną kanapę.
Opcjonalnie pojazd doposażyć można m.in. w system bezkluczykowy, system nawigacji satelitarnej z 7-calowym ekranem, kamerą cofania i subwooferem oraz panoramiczny szklany dach.

### Silniki
- R4 1.6l GDI 135 KM
- R4 2.0l CVVT 163 KM
- R4 2.0l GDI 166 KM
- R4 2.0l T-GDI 260 KM
- R4 1.7l CRDi 115 KM
- R4 2.0l CRDi 136 KM
- R4 2.0l CRDi 186 KM
- 2.4 16V 240KW – wersja USA

## Czwarta generacja

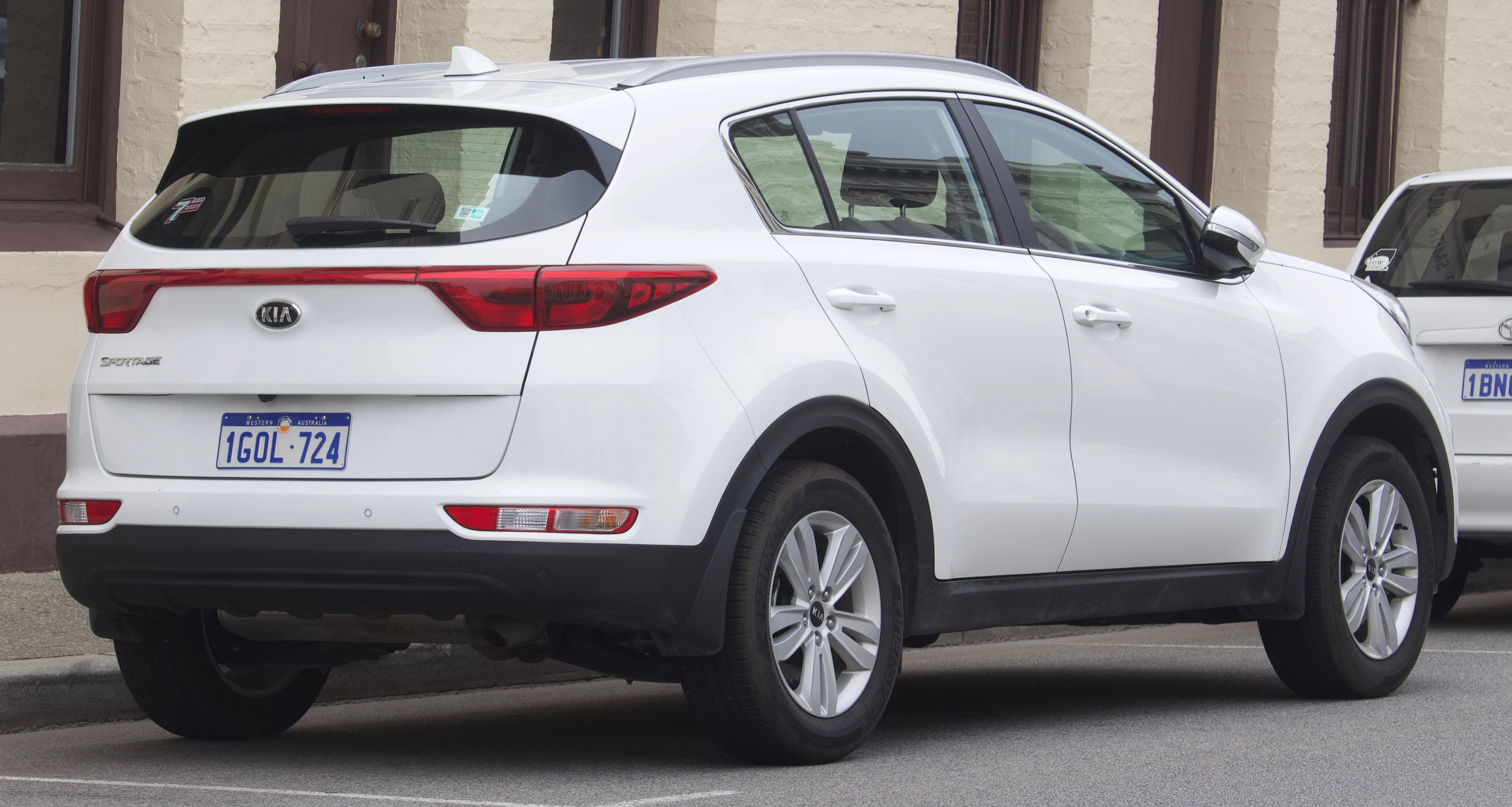
Kia Sportage IV – tył

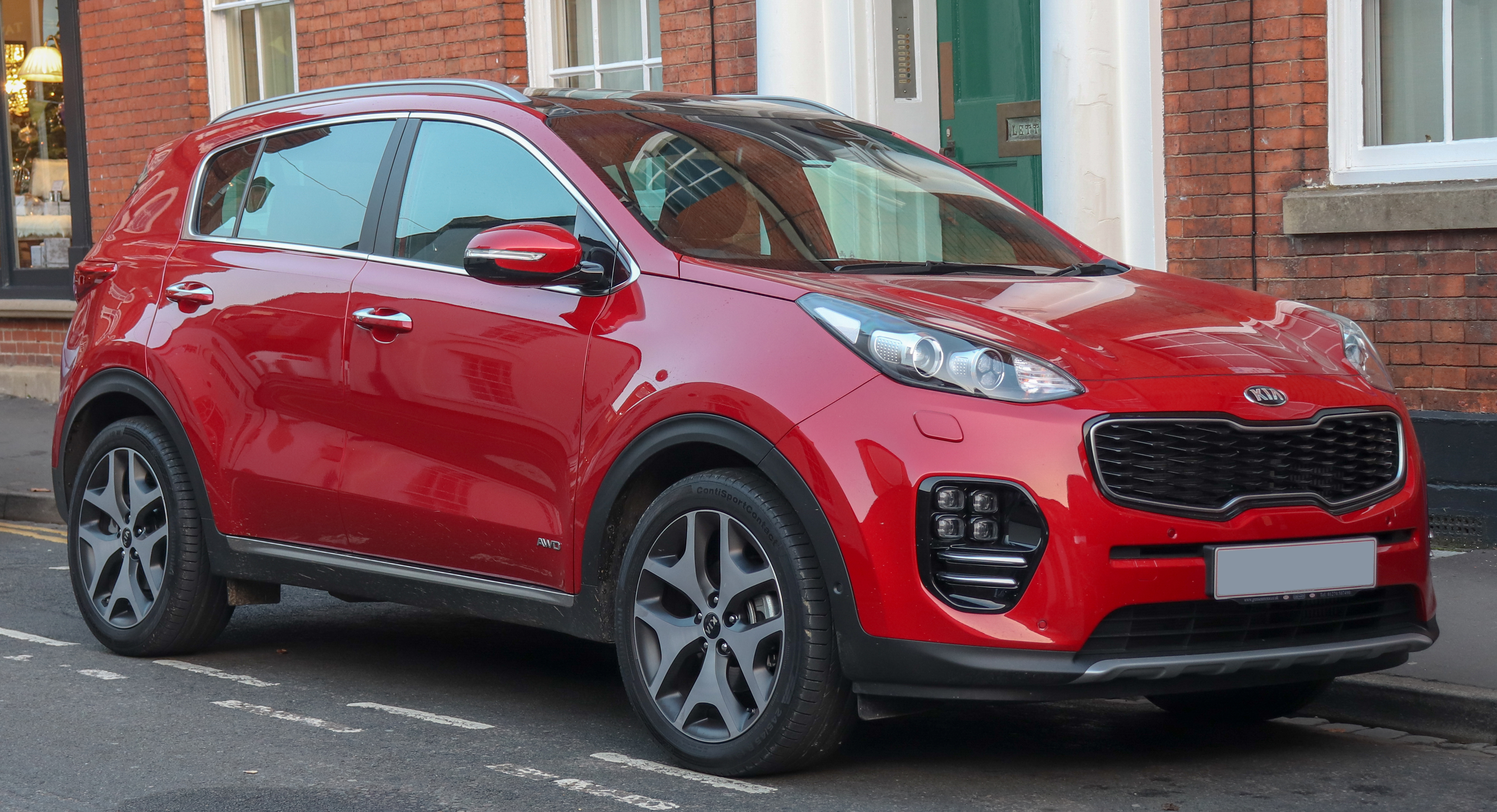
Kia Sportage IV GT-Line

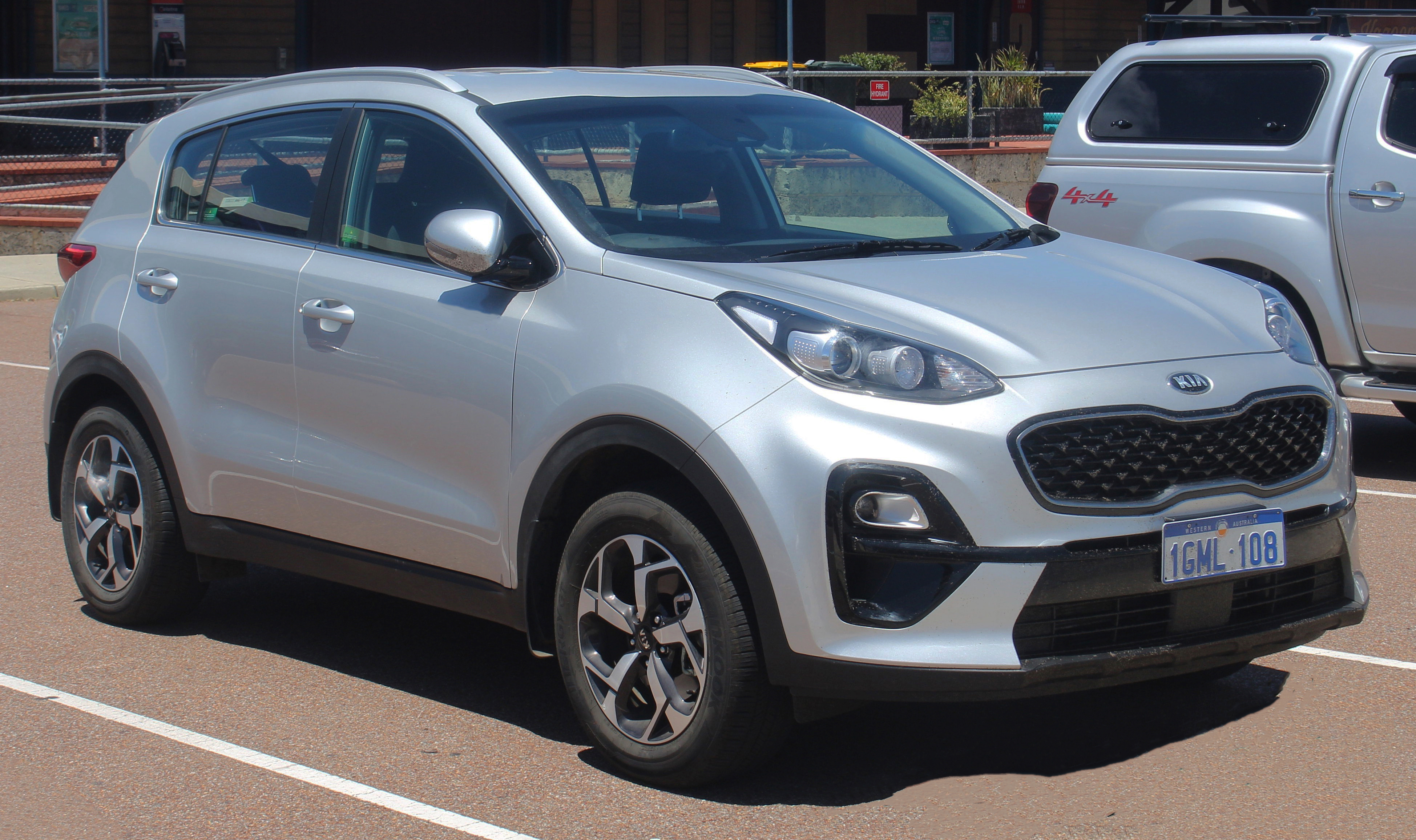
Kia Sportage IV po liftingu

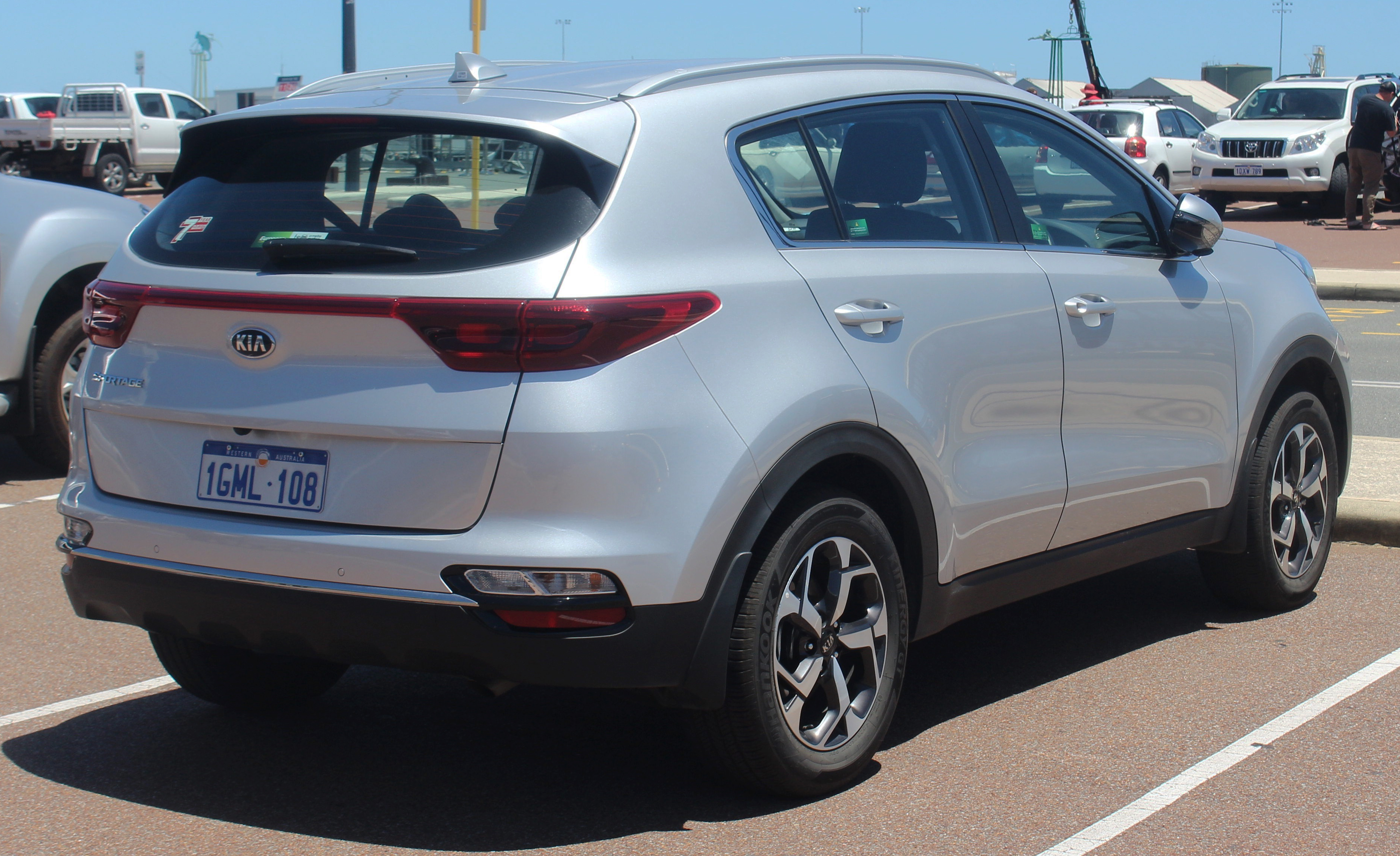
Kia Sportage IV – tył po liftingu

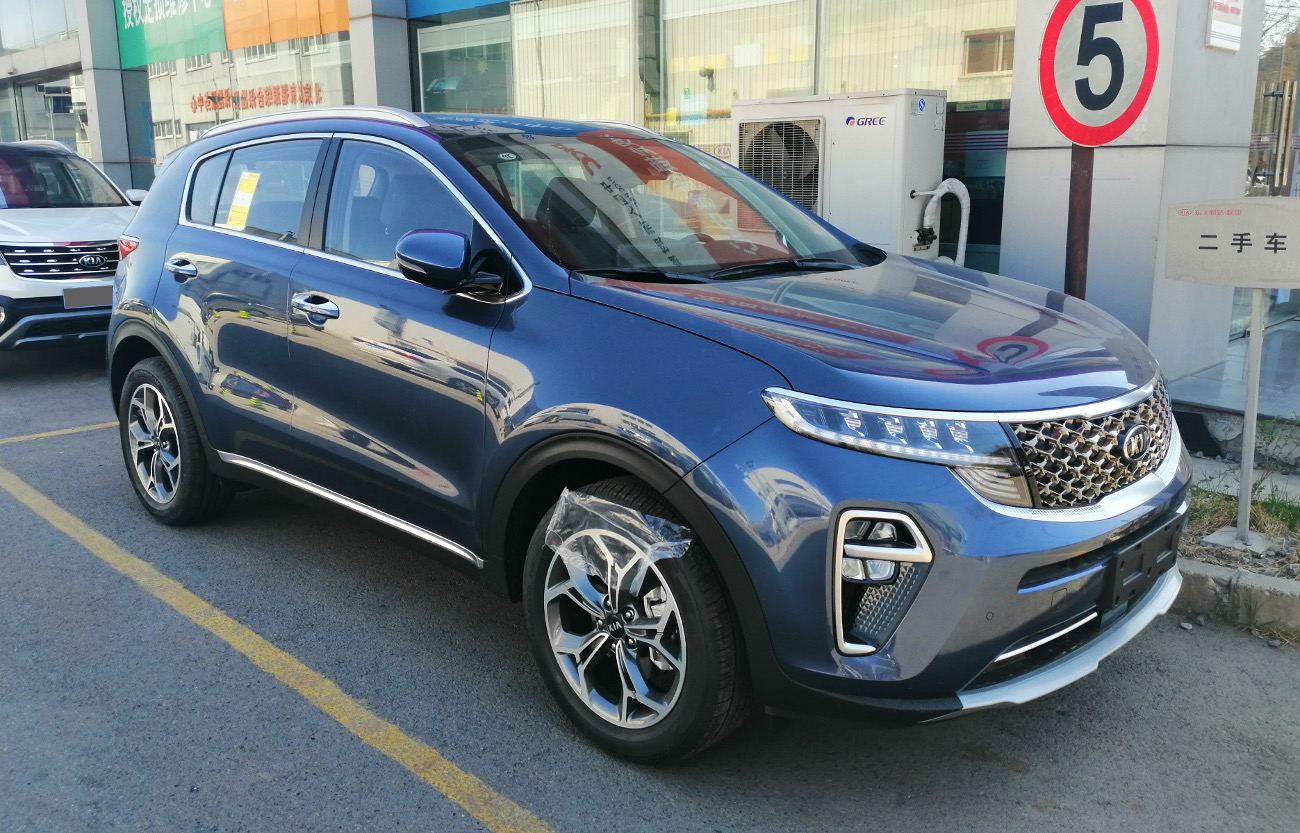
chińska Kia KX5 IV po liftingu

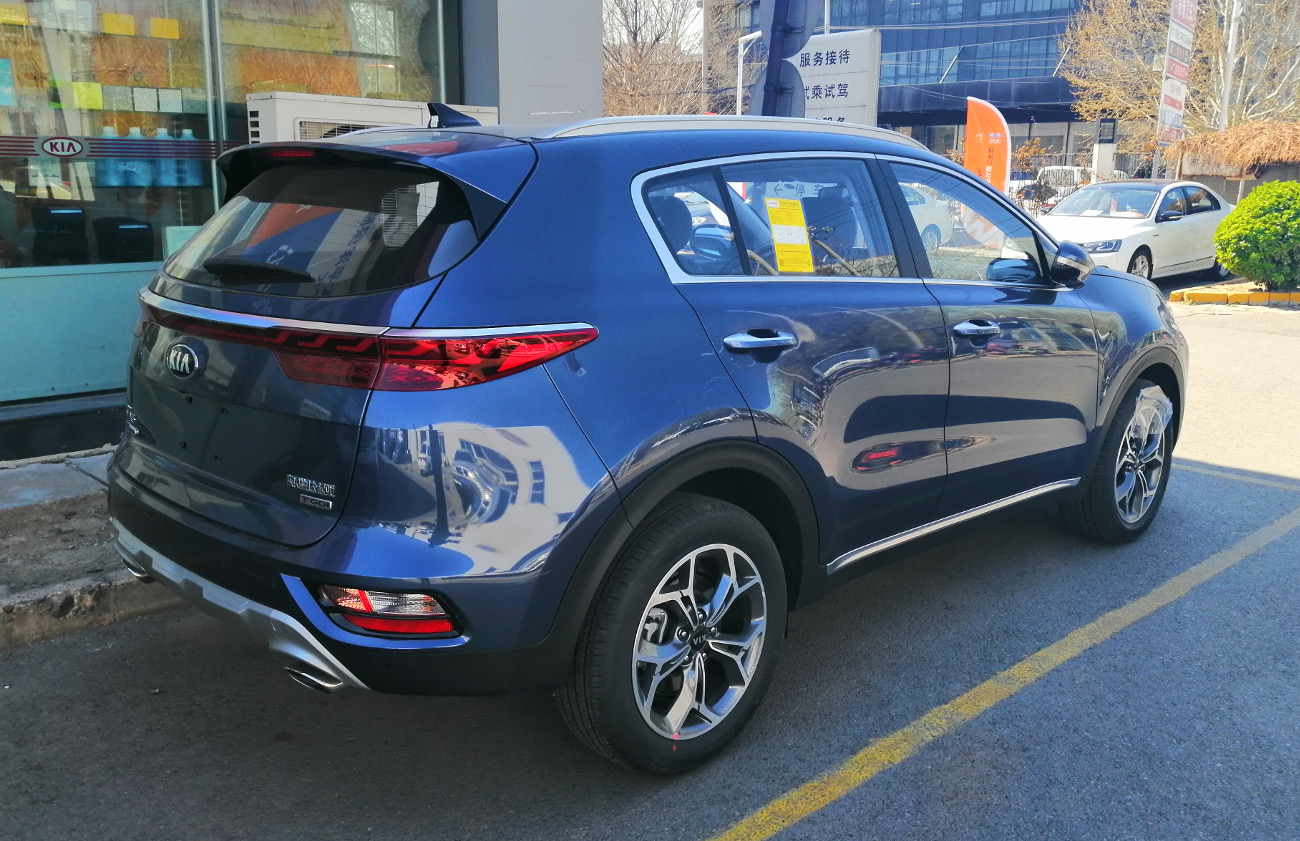
chińska Kia KX5 – tył po liftingu

Kia Sportage IV została zaprezentowana po raz pierwszy w 2015 roku.
Czwarta generacja kompaktowego SUV-a, podobnie jak poprzednik, została zaprojektowana w europejskim centrum projektowym Kii w niemieckim Frankfurcie nad Menem. Samochód przeszedł ewolucyjny zakres zmian w stosunku do poprzednika, zachowując podobną bryłę nadwozia z charakterystycznym szerokim słupkiem C, a zarazem bardziej dynamicznie ukształtowane detale.
Najbardziej charakterystycznym elementem wyróżniającym Kię Sportage czwartej generacji została duża, nisko osadzona atrapa chłodnicy w kształcie tygrysiego nosa, a także wysoko osadzone reflektory w kształcie bumerangów.
Pod kątem wymiarów zewnętrznych, samochód zyskał nieznacznie większe wymiary zewnętrzne pod kątem długości nadwozia oraz wielkości rozstawu osi. Pozwoliło to wygospodarować przestronniejszą kabinę pasażerską, a także większy o 40 litrów bagażnik.
Gruntowne modyfikacje w stosunku do trzeciej generacji przeszła deska rozdzielcza. Stała się ona masywniejsza, zyskując nowe koło kierownicy, a także rozbudowaną konsolę centralną z większym panelem klimatyzacji, a także obszerniejszym wyświetlaczem systemu multimedialnego o przekątnej 7 lub 8 cali w topowych odmianach wyposażenia.

### Lifting
W lipcu 2018 roku Kia Sportage czwartej generacji przeszła restylizację nadwozia. Przeprojektowany został m.in. zderzak przedni, wkłady reflektorów i tylnych lampy, zmodyfikowano dodatkowe oświetlenie w zderzakach, a także wprowadzone zostały zmiany w gamie jednostek napędowych. Wysokoprężną jednostkę o pojemności 1,7 l zastąpiła nowa o pojemności 1,6 l w dwóch wariantach mocy: 115 i 136 KM.

### Chiny
W ramach nowego porządku nazewniczego na rynku chińskim, czwarta generacja Kii Sportage trafiła w tym regionie do produkcji i sprzedaży pod inną nazwą jako Kia KX5 z początkiem 2016 roku.
Przez pierwsze trzy lata obecności pojazd był identyczny pod kątem wizualnym do modelu dostępnego na rynkach globalnych, z kolei w marcu 2019 roku przeszedł on gruntowną restylizację dla wewnętrznego, chińskiego rynku. W ten sposób pas przedni zyskał większą atrapę chłodnicy i węższe reflektory, z kolei tylna część nadwozia otrzymała przestylizowane lampy, srebrną listwę i wyżej umieszczone miejsce na tablicę rejestracyjną.
Kia zastosowała wobec chińskiego KX5 także nowy projekt deski rozdzielczej, gdzie zastosowano niżej umieszczony pas nawiewów, nowy panel klimatyzacji, a także wysoko umieszczony, 10,25-calowy ekran systemu multimedialnego.

### Wyposażenie
- S
- M
- L
- GT Line

Standardowe wyposażenie podstawowej wersji S pojazdu obejmuje m.in. 6 poduszek powietrznych, przednie fotele regulowane na wysokość, system Isofix, system ESC, TCS, HAC, ABS, EBD, system wspomagania hamowania (BAS), TSA, system automatycznego włączania świateł awaryjnych przy gwałtownym hamowaniu (ESS), system podpowiedzi ruchu kierownicy (VSM), DBC, TPMS, projekcyjne przednie reflektory z funkcją doświetlania drogi do domu, światła do jazdy dziennej, elektryczne wspomaganie kierownicy, elektryczne sterowanie szyb, dwustrefową klimatyzację, elektryczne sterowanie lusterek, zamek centralny z pilotem, alarm, radioodtwarzacz CD/MP3 z RDS wyposażony w złącza AUX, USB, 6-głośnikowy system audio.
W zależności od wybranej wersji, pojazd wyposażony może być także m.in. w elektrycznie składane lusterka zewnętrzne, skórzaną kierownicę i dźwignię zmiany biegów, wielofunkcyjną kierownicę, Bluetooth z zestawem głośnomówiącym, tempomat z ogranicznikiem prędkości, dwustrefową klimatyzację automatyczną, fotochromatyczne lusterko wewnętrzne, czujniki parkowania, system bezkluczykowy, 7- lub 8-calowy ekran dotykowy z systemem nawigacji satelitarnej zintegrowany z systemem audio firmy JBL z 8-głośnikami, system ostrzegania o niezamierzonej zmianie pasa ruchu, system rozpoznawania znaków drogowych, asystenta świateł drogowych, reflektory bi-ksenonowe, podgrzewane koło kierownicy oraz fotele przednie i tylne, skórzaną tapicerkę, elektrycznie sterowane fotele przednie w 8-płaszczyznach, wentylowane fotele przednie, 16-, 17-, 18- lub 19-calowe alufelgi.

### Silniki
- R4 1.6l GDI 132 KM
- R4 1.6l T-GDI 177 KM
- R4 1.6l CRDi 115 KM
- R4 1.6l CRDi 136 KM
- R4 1.7l CRDi 115 KM
- R4 1.7l CRDi 141 KM
- R4 2.0l CRDi 136 KM
- R4 2.0l CRDi 185 KM

### Wersja chińska

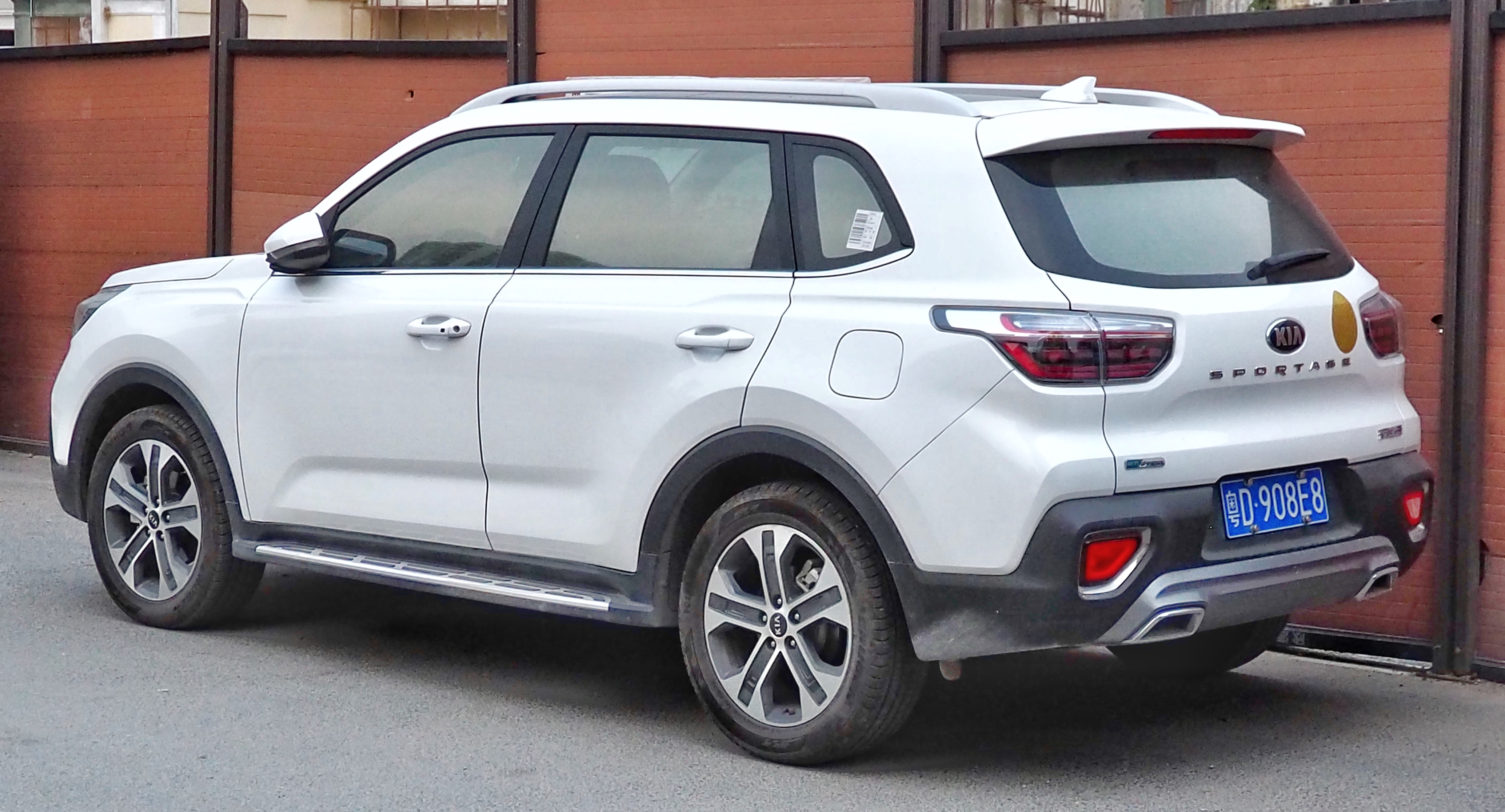
Kia Sportage IV – tył

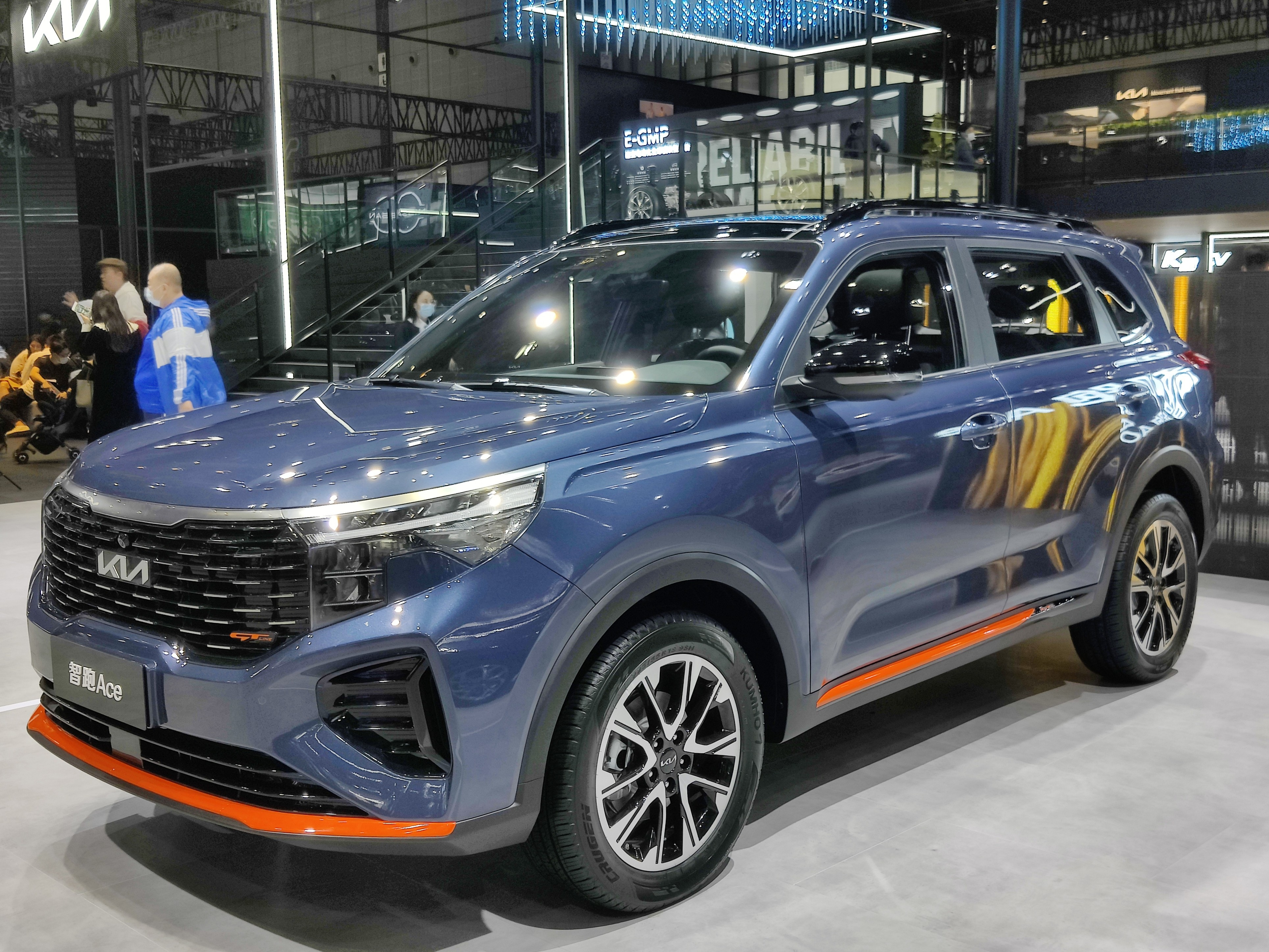
Kia Sportage Ace po liftingu

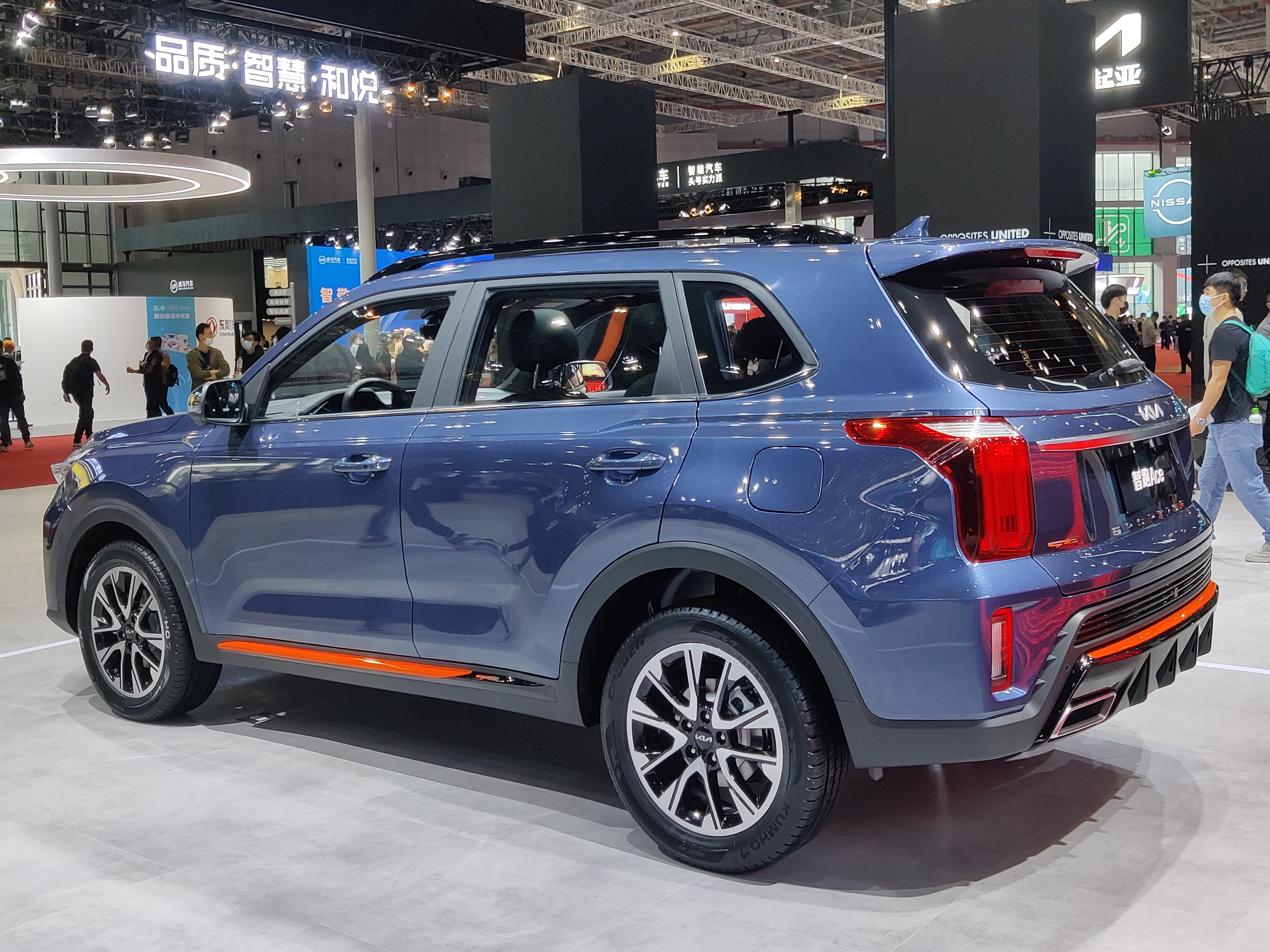
Kia Sportage Ace – tył po liftingu

Kia Sportage IV została zaprezentowana po raz pierwszy w 2018 roku.
Jako że czwarta generacja Sportage znana na rynkach globalnych przyjęła w Chinach inną nazwę KX5, chiński oddział Dongfeng Yueda Kia opracował inny, mniejszy model o nazwie Sportage specjalnie z myślą o wewnętrznym rynku. Studyjną zapowiedzią pojazdu był bliski produkcyjnej formy prototyp Kia NP Concept przedstawiony w listopadzie 2017 roku.
Produkcyjny model w głębokim stopniu odtworzył wygląd prototypu, wyróżniając się foremną, konwencjonalną stylistyką z dużymi, agresywnie ukształtowanymi reflektorami, dużą atrapą chłodnicy w stylu tygrysiego nosa, a także podłużne, dwuczęściowe lampy tylne.
W gamie jednostek napędowych znalazły się głównie jednostki turbodoładowane, dostępne z 6-biegowymi przekładniami automatycznymi lub manualnymi. W lokalnej gamie modelowej chińska Sportage uplasowała się między modelami KX3 a KX5.

### Lifting
W listopadzie 2020 roku chińska Kia Sportage przeszła obszerną restylizację, w ramach której pojazd otrzymał nową nazwę Kia Sportage Ace. Pod kątem wizualnym pojazd zyskał bardziej awangardową stylizację nawiązującą do globalnej Sorento, zyskując większą atrapę chłodnicy, węższe reflektory wykonane w technologii LED, a także węższe lampy w formie pojedynczych kloszy.

### Silnik
- L4 2.0l

## Piąta generacja

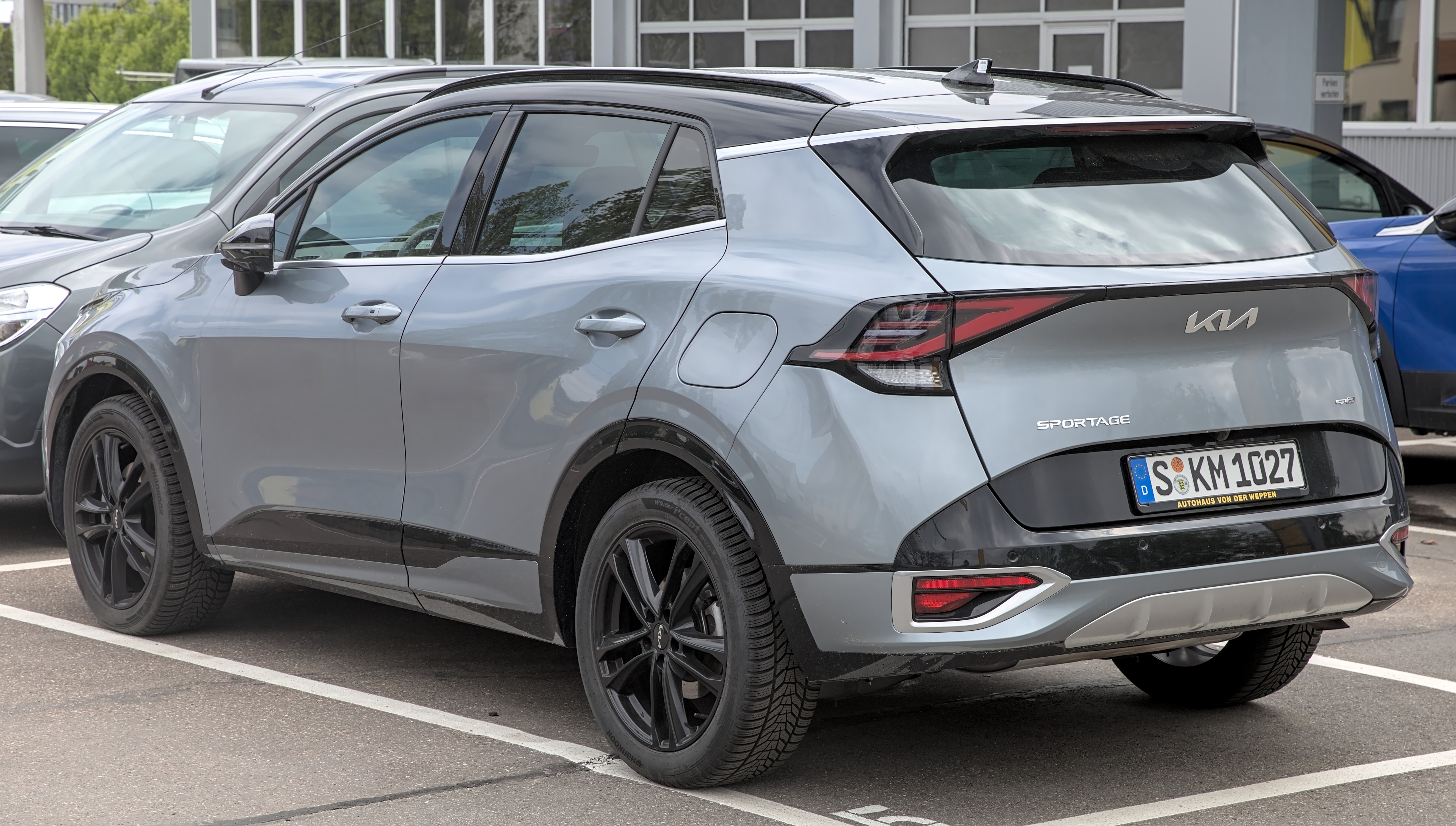
Kia Sportage V – tył

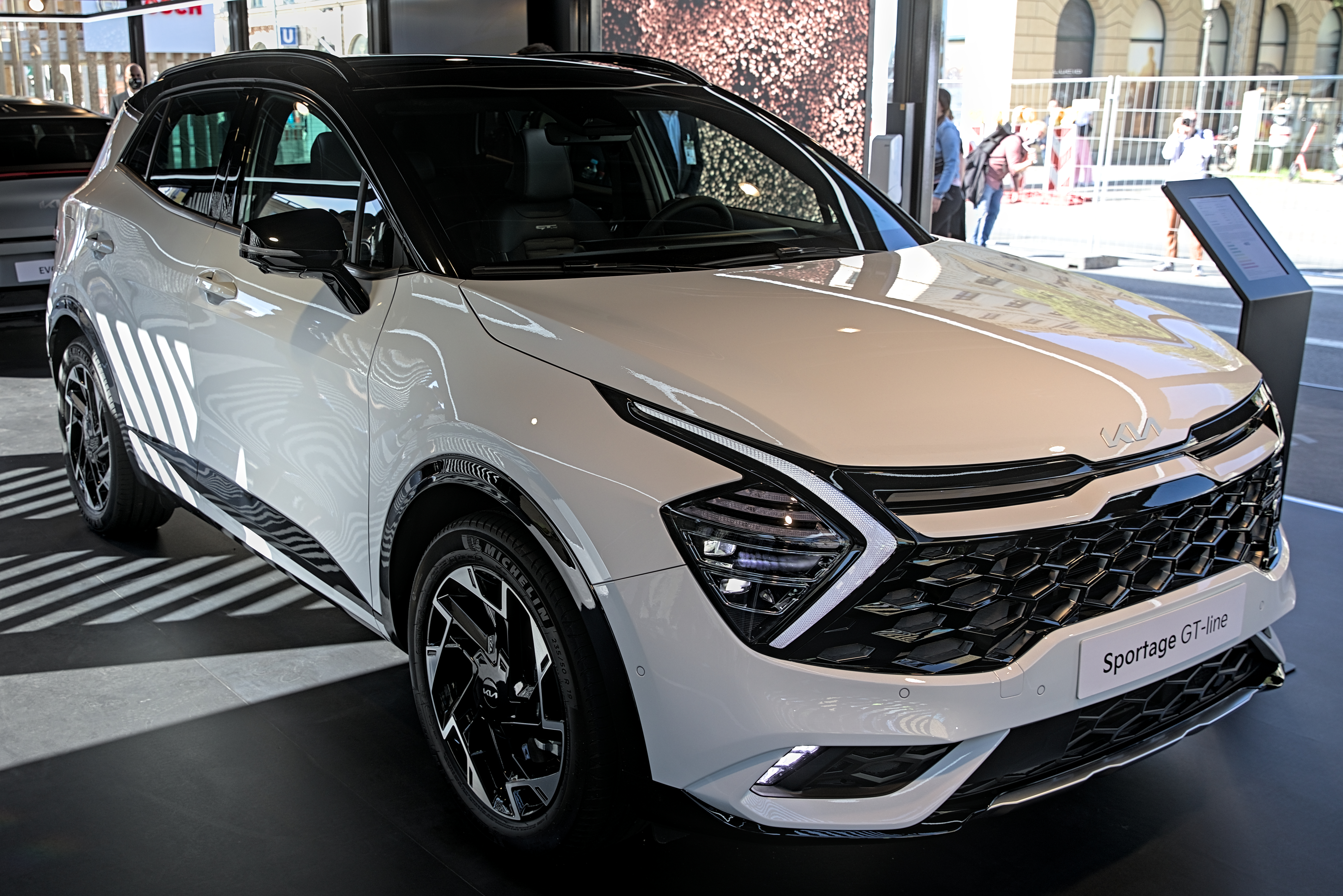
Kia Sportage V PHEV

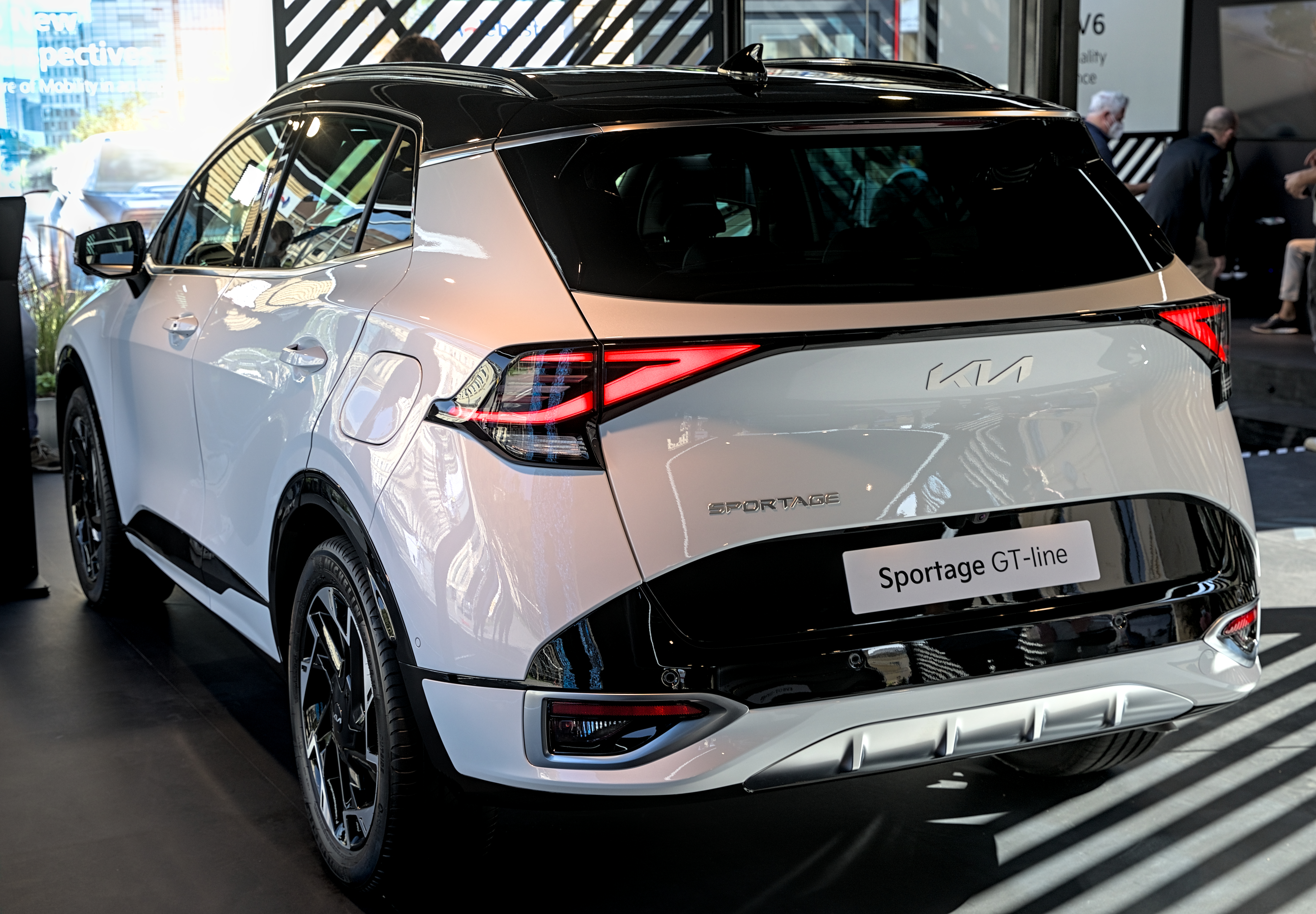
Kia Sportage V PHEV – tył

Kia Sportage V została zaprezentowana po raz pierwszy w 2021 roku.

### Rozwój
Pierwotnie piąta generacja SUV-a Sportage miała zostać przedstawiona w połowie 2020 roku równolegle z debiutującym w tym czasie nowym, pokrewnym Hyundaiem Tucsonem. Gotowy projekt nowego wcielenia pojazdu został anulowany przez nowego dyrektora macierzystego koncernu Hyundai Motor Company Yui-Sun Chunga, który na kilka tygodni przed premierą wyraził się sceptycznie co do stylistyki pojazdu, a sytuację skomplikowało odejście pierwotnego projektanta dowodzącego projektem, Luca Donkerwolke’a.
Testy przeprojektowanego pojazdu w finalnej formie rozpoczęły się późnym latem 2020 roku w Korei Południowej, w listopadzie tego samego roku obejmując także Europę. Premiera piątej generacji Kii Sportage, po ponownym opóźnieniu podanym do informacji przez media motoryzacyjne w styczniu 2021 roku, w przypadku krótszego wariantu odbyła się ostatecznie dwa miesiące po debiucie wydłużonej odmiany – we wrześniu 2021 roku.

### Premiera
Pod kątem wizualnym stylizacja piątej generacji Kii Sportage odeszła od zwartych proporcji poprzednika w opracowanym na rzecz rynku europejskiego krótszym wariancie, zyskując zadartą ku górze linię okien, słupek C pozbawiony okienka jak w czwartym wcieleniu, a także zaokrąglony, krótki zwis tylny.
Obszerne zmiany wizualne zyskały pozostałe elementy nadwozia. Pojawiły się wyraźnie zaakcentowane nadkola i przetłoczenia, a także duży wlot powietrza z chromowanym wzorem Tygrysiego Nosa przy krawędzi maski. Podobnie jak w przypadku modelu K5, nowy główny projektant Karim Habib zastosował awangardowo ukształtowane reflektory w kształcie romba z nieregularnie wkomponowanymi pasami diod LED do jazdy dziennej w formie trójramiennych pasów, z kolei z tyłu umieszczono zachodzące na nadkola lampy połączone pasem świetlnym. Tworząc stylistykę Sportage V, zespół projektowy w obszernym zakresie inspirował się modelem EV6.
Obszerne zmiany względem poprzednika wprowadzono także w kabinie pasażerskiej, która została utrzymana we wzornictwie tożsamym z innymi premierami Kii z 2021 roku. Podobnie jak modele EV6 i K8, konsolę centralną przyozdobił wykończony lakierem fortepianowym trójramienny panel z dużym pokrętłem do zmiany trybów jazdy przekładni automatycznej działającej na zasadzie shift-by-wire.
Deskę rozdzielczą zdominowały z kolei dwa 12-calowe wyświetlacze: pierwszy przyjął funkcję zegarów dla kierowcy, z kolei drugi w formie dotykowej pozwala na sterowanie systemem multimedialnym. Tuż obok niego umieszczono nietypowy, piąty nawiew układu klimatyzacji o szpiczastym kształcie.

### Lifting
W czerwcu 2025 roku europejska wersja Kii Sportage piątej generacji przeszła gruntowny lifting. 

### Sportage HEV i PHEV
Po raz pierwszy gamę wariantów napędowych Kii Sportage utworzyły odmiany nie tylko zelektryfikowane typu tzw. mild hybrid, ale i w pełni hybrydowe. Podstawowym wariantem z tego grona jest klasyczna, spalinowo-elektryczna odmiana hybrydowa napędzana 1,6-litrowym turbodoładowanym silnikiem benzynowym i 60-konnym silnikiem elektrycznym, łącznie oferując 230 KM mocy. Inaczej niż warianty spalinowe, hybrydowe Sportage wyposażone są nie w 7-biegową przekładnię dwusprzęgłową, lecz klasyczną, hydrauliczną skrzynię automatyczną o 6 przełożeniach.
Ponadto, topowym wariantem napędowym został 265-konny wariant hybrydowy typu plug-in, z mocniejszym spalinowo-elektrycznym układem napędowym wyposażonym w większą baterię o pojemności 13,6 kWh. Ładowana z gniazdka, pozwala na poruszanie się wyłącznie w trybie elektrycznym do maksymalnie 59 kilometrów na jednym ładowaniu.

### Sprzedaż
Skrócony wariant Kii Sportage piątej generacji po debiucie we wrześniu 2021 roku, który odbył się podczas wystawy samochodowej IAA 2021 w Monachium, trafił do sprzedaży na rynku Europy Zachodniej i Centralnej na początku 2022 roku. Podobnie jak w przypadku pokrewnego Hyundaia Tucsona, odmiana ta poza Europą dostępna jest w sprzedaży jedynie na wyselekcjonowanych rynkach globalnych jak Turcja, Brazylia czy RPA, a w większości regionów nabyć można wyraźnie większy wariant LWB.

### Silniki
Benzynowe:
- L4 1.6l T-GDI 150 KM
- L4 1.6l T-GDI 150 KM Mild-Hybrid
- L4 1.6l T-GDI 180 KM Mild-Hybrid

Wysokoprężne:
- L4 1.6l CRDi 116 KM
- L4 1.6l CRDi 136 KM Mild-Hybrid

Hybrydowe:
- L4 1.6l T-GDI 230 KM Hybrid
- L4 1.6l T-GDI 265 KM Plug-in Hybrid

### Sportage LWB

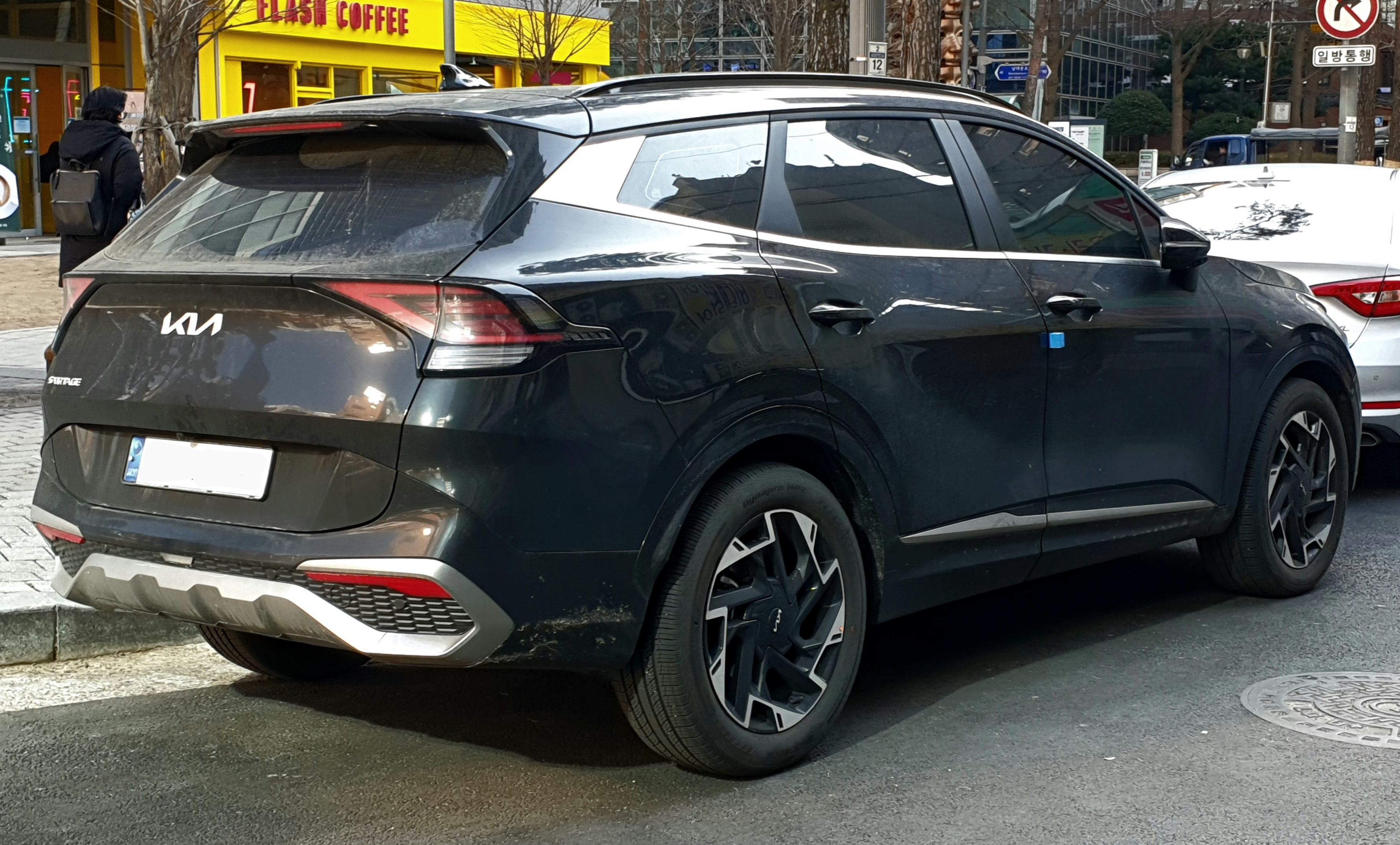
globalna Kia Sportage V LX – tył

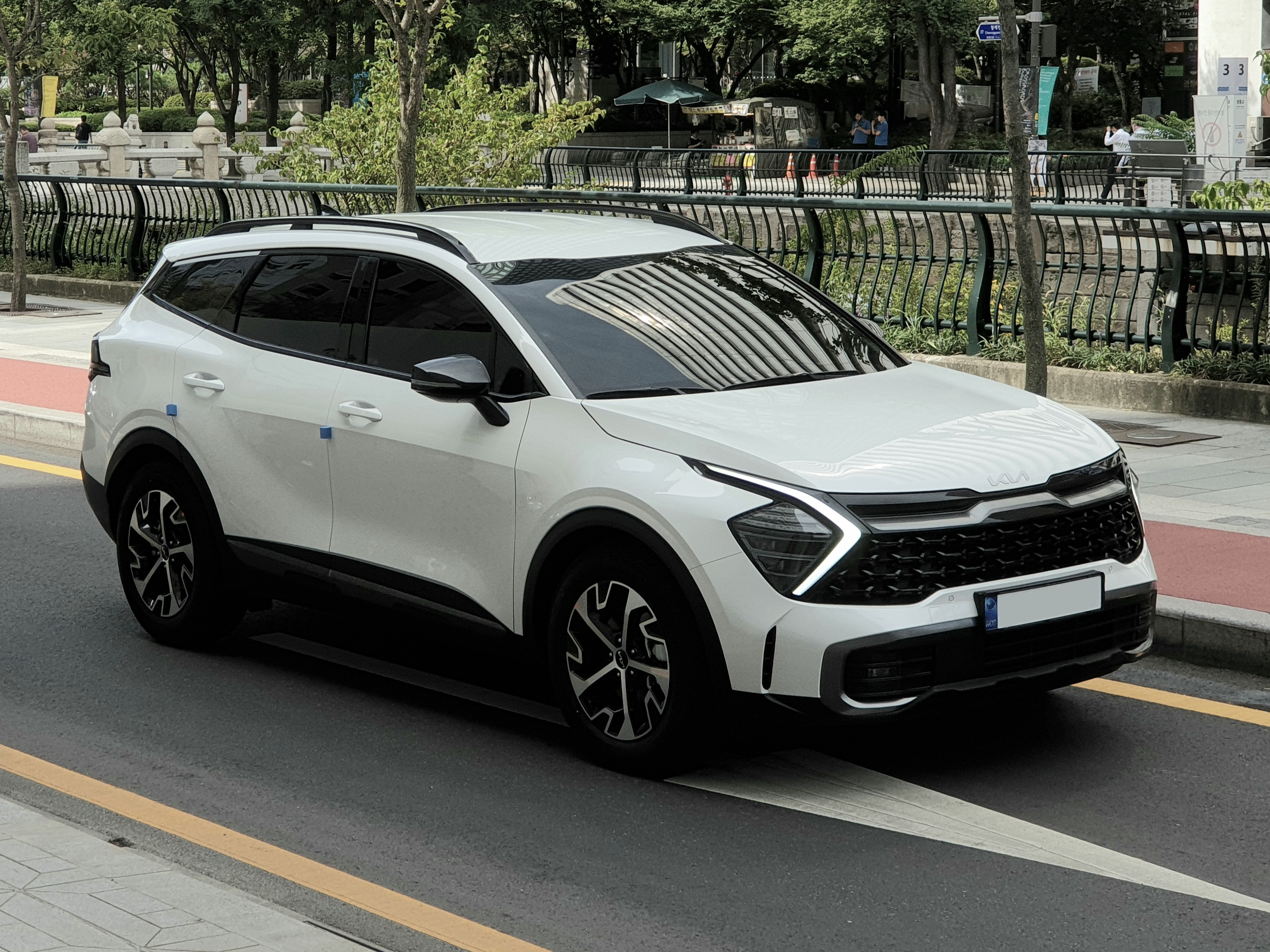
globalna Kia Sportage V Gravity

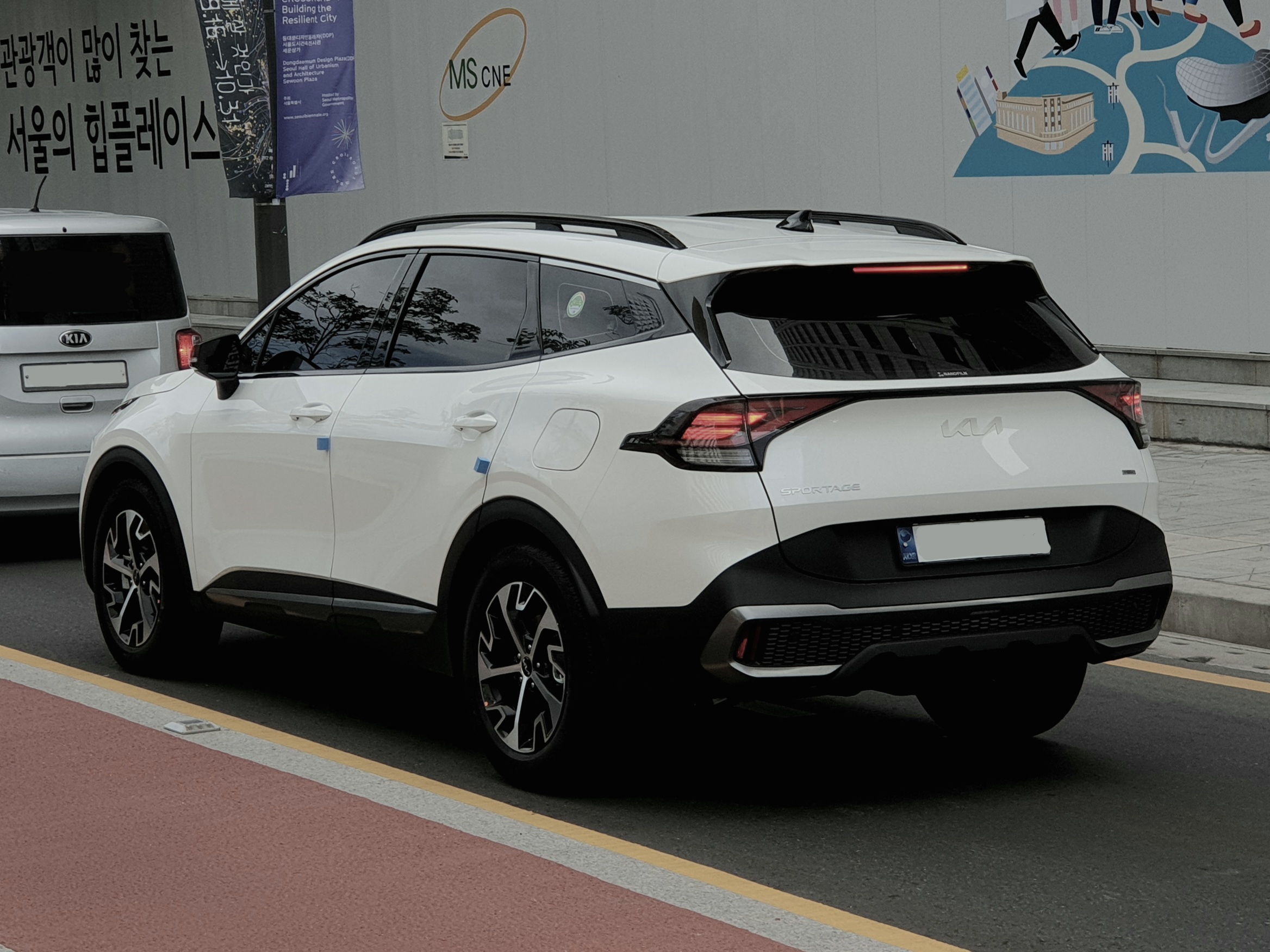
globalna Kia Sportage V Gravity – tył

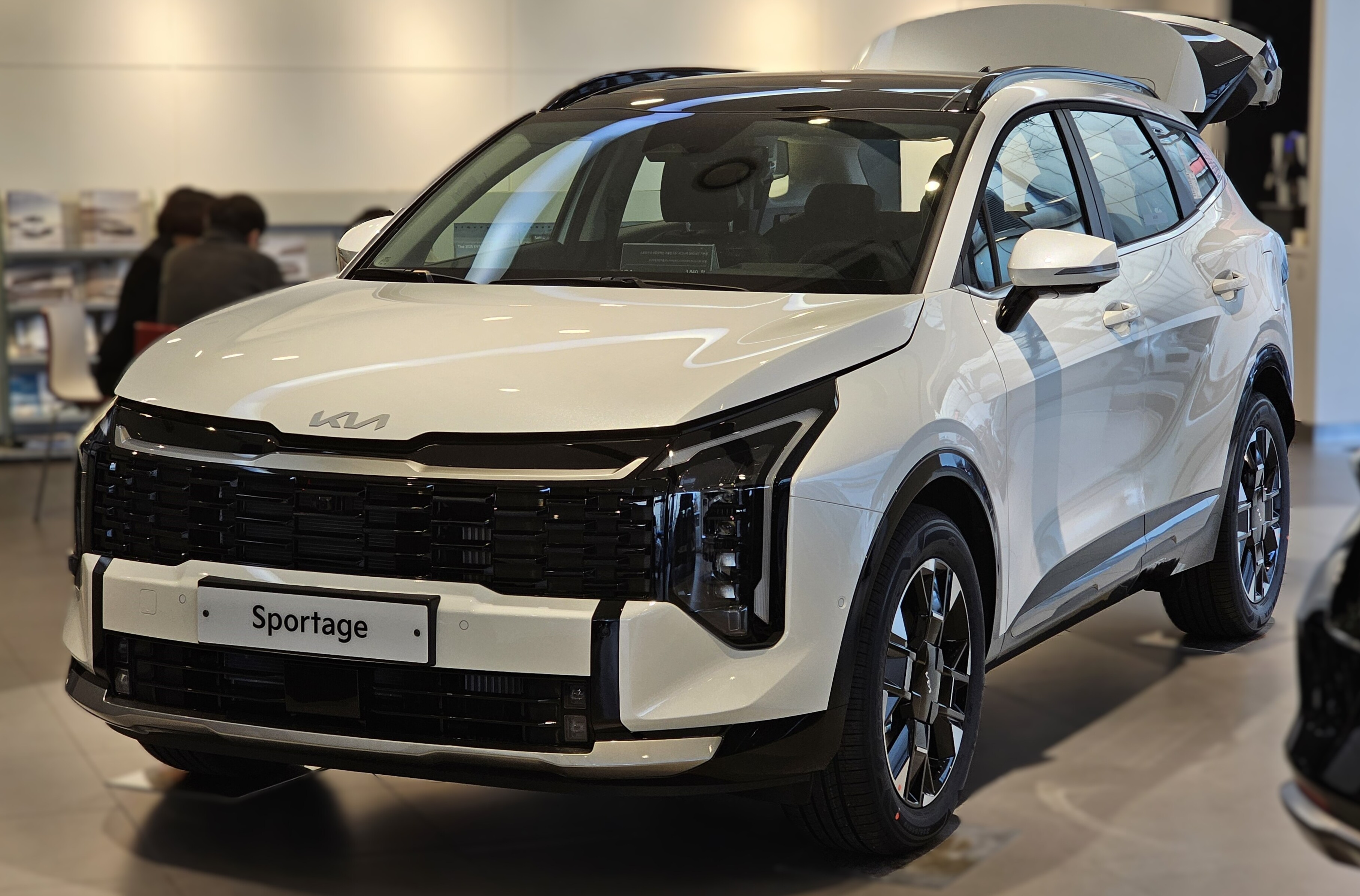
globalna Kia Sportage V po liftingu

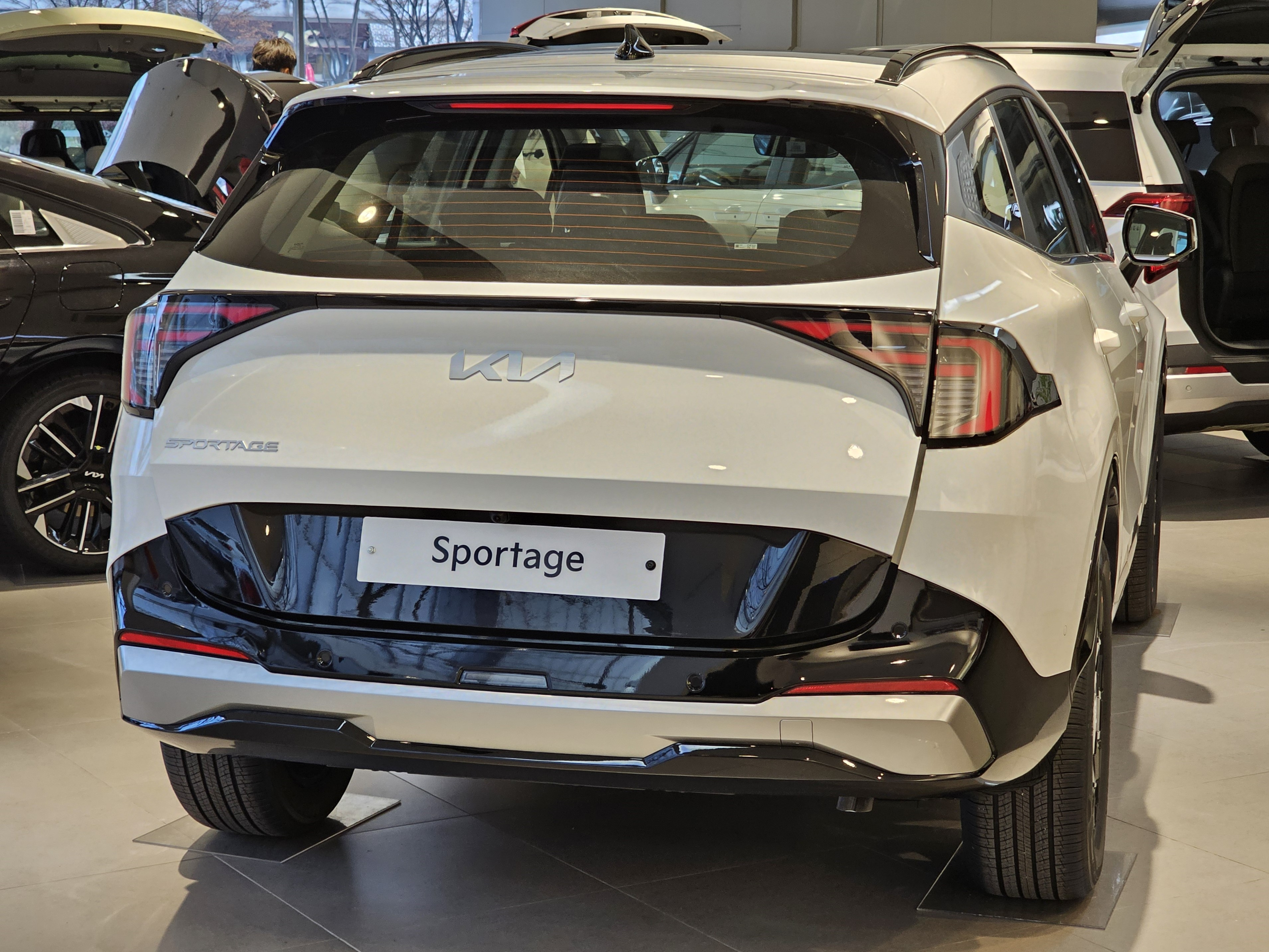
globalna Kia Sportage V – tył po liftingu

Kia Sportage V została zaprezentowana po raz pierwszy w 2021 roku.
W przeciwieństwie do pokrewnego Hyundaia Tucsona, Kia w pierwszej kolejności zdecydowała się przedstawić nie podstawową, a wydłużoną odmianę Sportage nowej generacji. W porównaniu do przeznaczonej głównie dla rynku europejskiego odmiany krótkiej, samochód zyskał większy rozstaw osi, a także wyraźnie wydłużony zwis tylny.
Charakterystyczną cechą wizualną dłuższego Sportage V stała się długa szybka między tylnymi drzwiami a krawędzią nadwozia, zadarta ku górze i wzbogacona chromowaną poprzeczką. Różnice w rozmiarze przełożyły się nie tylko na więcej przestrzeni w drugim rzędzie siedzeń, ale i większy bagażnik o pojemności 637 litrów.
W stosunku do odmiany europejskiej Kia zastosowała też różnice w wariantach wyposażenia w przypadku np. rynku amerykańskiego. Zamiast odmiany GT-Line, dostępna jest inna stylizacja zderzaków z charakterystycznym prostokątnym wlotem powietrza, a ponadto nabywcy mogą zdecydować się także na warianty X-Line oraz X-Pro o stylizacji nawiązującej do samochodów terenowych.

### Lifting
W listopadzie 2024 roku globalna Kia Sportage jako pierwsza przeszła gruntowny lifting, upodobniając się do modelu EV9 oraz do odnowionego Sorento VI. Objął on m.in. powiększoną osłonę chłodnicy, nowe światła, wypełnione tylne lampy. W wnętrzu zamiast trójramiennej kierownicy znalazła się dwuramienna.

### Sprzedaż
Wydłużona Kia Sportage piątej generacji opracowana została z myślą o pozaeuropejskich rynkach globalnych. Jej sprzedaż rozpoczęła się w pierwszej kolejności w sierpniu 2021 roku w rodzimej Korei Południowej. Miesiąc później zadebiutował wariant dla rynku australijskiego i nowozelandzkiego, z kolei podczas LA Auto Show w listopadzie zadebiutowała odmiana na rynki Stanów Zjednoczonych, Kanady i Meksyku. W pierwszej połowie 2022 wydłużone Sportage wzbogaciło oferty południowokoreańskiej firmy jeszcze w Rosji, na Bliskim Wschodzie oraz Brunei. W przeciwieństwie do pobliskiej Brazylii, gdzie sprzedawany jest krótszy wariant, dłuższy Sportage trafił do oferty w niektórych krajach hiszpańskojęzycznej części Ameryki Południowej, jak Chile czy Kolumbia.

### Silniki
Benzynowe:
- L4 1.6l T-GDI 150 KM
- L4 1.6l T-GDI 150 KM Mild-Hybrid
- L4 1.6l T-GDI 180 KM Mild-Hybrid

Wysokoprężne:
- L4 1.6l CRDi 116 KM
- L4 1.6l CRDi 136 KM Mild-Hybrid

Hybrydowe:
- L4 1.6l T-GDI 230 KM Hybrid
- L4 1.6l T-GDI 265 KM Plug-in Hybrid